# Liste der Kulturdenkmale in Taucha

Wappen von Taucha

In der Liste der Kulturdenkmale in Taucha sind die Kulturdenkmale der sächsischen Stadt Taucha verzeichnet, die bis August 2020 vom Landesamt für Denkmalpflege Sachsen erfasst wurden (ohne archäologische Kulturdenkmale). Die Anmerkungen sind zu beachten.
Diese Aufzählung ist eine Teilmenge der Liste der Kulturdenkmale im Landkreis Nordsachsen.

## Taucha
| Bild                                    | Bezeichnung | Lage | Datierung | Beschreibung | ID       |
| --------------------------------------- | --- | --- | --- | --- | -------- |
| Direkt Bild zu diesem Denkmal hochladen | Gefolgschaftshaus | Am Ärztehaus 9 (Karte) | 1940–1943 | Einziges noch erhaltenes Gebäude der ehemaligen Hugo-Schneider AG (HASAG), das im Zusammenhang mit der Rüstungsproduktion während des Zweiten Weltkrieges in Taucha errichtet wurde, L-förmiger Stahlbetonskelettbau mit vorgeblendeter Klinkerfassade, erinnert im Zusammenhang mit der ehemaligen Werksanlage der HASAG an der Graßdorfer Straße an das System der Zwangsarbeit als wesentliche Bedingung für die Rüstungsindustrie im Zweiten Weltkrieg, baugeschichtliche und besondere geschichtliche Bedeutung | 09307252 |
| Weitere Bilder                          | Landmannsche Bockwindmühle | Am Dingstuhl 2 (Karte) | 1831 | Ortsbildprägende Mühle (bis 1960 in Betrieb), heimat- und technikgeschichtliche Bedeutung. Holzkonstruktion, hoher kastenförmiger Aufbau über dem Drehgelenk, Reste der Dachkonstruktion, Flügel, schlechter Erhaltungszustand, Mühle befand sich 2014 im Wiederaufbau. | 09257049 |
| Weitere Bilder                          | Stadtpark (ehemaliger König-Albert-Park) mit Aussichtsturm, Aussichtsplattform und Denkmal für Turnvater Jahn sowie Kriegerdenkmal für die Gefallenen des Ersten Weltkrieges („Löwendenkmal“)                  | Am Schmiedehöfchen (Karte) | 1898 (Stadtpark); 1911 (Friedrich-Ludwig-Jahn-Denkmal); 1913 (Aussichtsturm); nach 1918 (Kriegerdenkmal)                | Parkanlage mit historischem Baumbestand und Fußwegen, interessante Ausstattungselemente, baugeschichtliche und gartenkünstlerische Bedeutung. Der Stadtpark Taucha dokumentiert exemplarisch die Bemühungen der Bürgerschaft einer kleineren Stadt zur Schaffung einer öffentlichen Erholungsanlage gegen Ende des 19. Jahrhunderts (gartenhistorischer Zeugniswert). Damit, sowie in Bezug auf die späteren Ergänzungen und speziellen Ausstattungen („Sängerkanzel“, „Sängerterrasse“, Denkmäler u. a.), ist der Stadtpark von ortsgeschichtlicher Bedeutung. Hinsichtlich der Beteiligung des Leipziger Gartendirektors Otto Wittenberg an der gartenkünstlerischen Gestaltung sowie der Verbindung zum König-Albert-Doppeljubiläum (1898), welches in Sachsen zahlreiche Grünprojekte initiierte oder beförderte, lässt sich die Anlage in lokal- bzw. regionalgeschichtliche Zusammenhänge mit besonderer Fokussierung auf Entwicklungen der Gartenkunst und des öffentlichen Grüns während des 19. und 20. Jahrhunderts einordnen. | 09257113 |
| Weitere Bilder                          | Doppelwohnhaus in offener Bebauung | Am Schmiedehöfchen 10, 12 (Karte) | Um 1910 | Detailreich mit Klinkerbändern gegliederte Putzfassade, Risalitgiebel mit Fachwerk, baugeschichtlich von Bedeutung. Zweigeschossig, Krüppelwalmdächer, jeweils ein Risalit pro Haushälfte mit Krüppelwalmdach und Blendfachwerk. Polygonaler Treppenturm. Wintergartenartige, dreigeschossige Holzvorbauten, rechts erneuert, links an der Ecke. Putzfassade mit ornamentaler Klinkergliederung, Jugendstilanklänge. | 09257112 |
| Direkt Bild zu diesem Denkmal hochladen | Villa, mit Einfriedung und Gartentor | An der Bürgerruhe 1 (Karte) | Um 1928 | Streng geometrische Putzgliederung, auffallender Schaugiebel, baugeschichtlich von Bedeutung. Zweigeschossiger Hauptbau mit eingeschossigem Querflügel an der rechten Seite, dort Eingang mit Treppenaufgang, Satteldächer, links eingeschossiger, polygonaler Eckerker, gerahmter, schlichter Schaugiebel, schlichte Putzgliederung, an der rechten Seite gedrechseltes Erkerchen, alte Fenster, Klappläden, Heimatstil. | 09256968 |
| Direkt Bild zu diesem Denkmal hochladen | Villa mit Einfriedung | An der Bürgerruhe 3 (Karte) | Um 1928 | Architektonisch auffallend qualitätvolle Villa der 1920er Jahre mit Schaugiebel und Ziegelportal, Abschluss des Platzes, baugeschichtlich von Bedeutung. Hauptbau mit flankierenden Seitenflügeln deren Dächer quergestellt sind, eingeschossig, Satteldach, aufwendiges Klinkerportal, darüber Ziergiebel mit geschwungener Putzrahmung, Dreiecksgesims über den Giebelfenstern. | 09256967 |
| Weitere Bilder                          | Mahn- und Gedenkstätte für die Opfer des Faschismus | Auenweg (Karte) | 2. Hälfte 20. Jahrhundert                                                                                               | Mahn- und Gedenkstätte für die Opfer des Faschismus im Park am Kleinen Schöppenteich, gemauerte Bruchsteinwand mit mittiger Aufschrift: „Die Toten mahnen uns“ und seitlichen Gedenksteinen, sowie Gedenktafel mit Liste der Lager und Opfer, ortsgeschichtlich von Bedeutung | 09257018 |
| Weitere Bilder                          | Empfangsgebäude und Güterabfertigungsgebäude des Bahnhofs Taucha | Bahnhofstraße 1 (Karte) | 1874 (Empfangsgebäude); 1907 (Eilgutschuppen)                                                                           | Empfangsgebäude regionaltypischer Klinkerbau, baugeschichtlich, ortsentwicklungsgeschichtliche, eisenbahngeschichtlich und technikgeschichtlich von Bedeutung. Der Bahnhof Taucha entstand 1874 mit Einrichtung der Bahnstrecke Leipzig–Eilenburg, die eine Verbindung zur Leipzig–Dresdner Eisenbahn herstellte. Von der Geschichte des Bahnhofs zeugen heute das Empfangsgebäude und das Güterabfertigungsgebäude. Das Empfangsgebäude ist ein zweigeschossiger roter Klinkerbau im Schweizerstil, mit gelben Klinkergliederungen und einem weit überstehendem Satteldach, dessen Pfettenköpfe durch verzierte Knaggen gestützt sind. Das ursprünglich symmetrisch gegliederte Gebäude erfuhr um 1914 eine Erweiterung nach Westen, die gestalterisch so angepasst ist, dass kaum ein Unterschied zwischen älterem und jüngerem Gebäudeteil erkennbar ist. In den 1930er Jahren entstand an der westlichen Giebelseite noch ein eingeschossiger Vorbau mit Luftschutzraum. Zum Bahnsteig ist die hölzerne Überdachung aus der Entstehungszeit erhalten. Auf der Stadtseite ist ein Vorbau in verputztem Mauerwerk vorhanden, der ursprünglich vermutlich in Holz- oder Fachwerkkonstruktion ausgeführt war. Das zum historischen Baubestand gehörende Güterabfertigungsgebäude steht nordöstlich des Empfangsgebäudes. Der eingeschossige Klinkerbau zeigt eine dem Empfangsgebäude entsprechende Architektur mit Klinkergliederungen und flachgeneigtem Satteldach. | 09305344 |
| Direkt Bild zu diesem Denkmal hochladen | Wohnhaus in offener Bebauung, mit Einfriedung und Nebengebäude | Bahnhofstraße 1a (Karte) | Um 1908 | Original erhaltenes Wohnhaus im Heimatstil, Dekor im geometrischen Jugendstil, baugeschichtlich von Bedeutung. Eingeschossig, hoher Ziegelsockel, strenge Jugendstilelemente in Putz, Mansard-Walmdach, mittiges Zwerchhaus mit Lisenengliederung und Dreiecksgiebel. | 08971388 |
| Weitere Bilder                          | Ehemaliges Brauhaus in offener Bebauung und in Ecklage, später Museum Taucha | Brauhausstraße 24 (Karte) | Bezeichnet mit 1570 (Brauhaus); bezeichnet mit 1621 (Brauhaus)                                                          | Putzbau mit Sitznischenportal, ehemaliges Brauhaus, eines der wenigen erhaltenen Renaissancehäuser im Ort, von großer bauhistorischer und ortshistorischer Bedeutung. Zweigeschossig, Satteldach, Außenmauern das einzig erhaltene des historischen Baukörpers. | 09257011 |
| Weitere Bilder                          | Wohnhaus in geschlossener Bebauung und in Ecklage | Dewitzer Straße 23 (Karte) | Frühes 19. Jahrhundert                                                                                                  | Typisches kleinstädtisches Wohnhaus mit Krüppelwalmdach und Dachhecht, exponierte Ecklage am Eingang zur Altstadt, städtebaulich und baugeschichtlich von Bedeutung. Zweigeschossig, fünfachsig, Eingang in der Mittelachse, Halbkrüppelwalmdach mit Hecht, profiliertes Traufgesims, Sohlbänke, alte Fenster. | 09257037 |
| Weitere Bilder                          | Wohnhaus in offener Bebauung | Dewitzer Straße 26 (Karte) | Um 1900 | Gründerzeitgebäude mit Putzfassade, Stuckdekor und stark gegliedertem Grundriss, baugeschichtlich von Bedeutung. Zweigeschossig, Mansarddach, Mansardfenster mit profiliertem Sturz. Stark gegliederte historistische Fassade: rechts eckturmartiger Vorsprung mit Tordurchfahrt, diese mit Eckverquaderung und Schlussstein mit Frauenkopf-Relief, gekoppeltes Dreierfenster mit Rundbogen auf Pfeilerchen, Fensterverdachungen im Obergeschoss mit Sprenggiebeln im Obergeschoss mit Sprengbögen, ornamentale Füllungen, mittelrialitartiger Vorsprung mit rundbogigem Doppelfenster und Pfeilerchen, wohl ehemalige Schmiede. | 09257039 |
|                                         | Wohnhaus in offener Bebauung | Dewitzer Straße 43 (Karte) | Bezeichnet mit 1913 | Gebäude mit bewegter Dachlandschaft und originaler Putzfassade, baugeschichtlich von Bedeutung. Kreuzförmiger Grundriss, zweigeschossig, zwei und eine Achse, durchkreuzende Krüppelwalmdächer, zweiachsiger Eckrisalit, profiliertes Holztraufgesims. Reste der antikisierenden Putzgliederung: Lisenen, profiliertes Gesims zwischen den Geschossen, architravierte Fensterrahmungen, alte Fenster. | 09257041 |
|                                         | Mietshaus in halboffener Bebauung | Eilenburger Straße 1 (Karte) | Bezeichnet mit 1895 | Hälfte eines Doppelmietshauses, historistische Klinkerfassade mit aufwendigen Stukkaturen, in exponierter Lage im Stadtzentrum, baugeschichtliche Bedeutung. Drei Geschosse, zwei und zwei Achsen, Satteldach, Klinkerbau mit antikisierender Putzgliederung, Putznutung im Erdgeschoss, segmentbogige Fensterumfassung, architravierte Fensterrahmungen mit Sohlbänken auf Konsolen, die zwei linken Achsen in den Obergeschossen zusammengefasst und von Ziergiebel bekrönt, rechts Kniestock, Traufgesims mit Konsolen, Türschlussstein mit Kopfrelief, zum Teil alte Fenster. Nummer 1 bildet ein Doppelhaus mit Nummer 3, dessen Fassade verändert. | 09256958 |
| Direkt Bild zu diesem Denkmal hochladen | Wohnhaus in halboffener Bebauung | Eilenburger Straße 12 (Karte) | Um 1905, spätere Umbauten                                                                                               | Auffallender Putzbau mit charakteristischer Gestaltung im späten geometrischen Jugendstil, baugeschichtliche Bedeutung. Dreigeschossig, Flachdach, oberstes Geschoss verändert, Tordurchfahrt mit Originaltor, aufwändige Gliederung in Stein. | 08971820 |
| Direkt Bild zu diesem Denkmal hochladen | Wohn- und Geschäftshaus in halboffener Bebauung | Eilenburger Straße 18 (Karte) | Um 1905 | Historisierender Putzbau mit Jugendstildetails, mit integriertem Ladenvorbau, baugeschichtliche Bedeutung. Drei Geschosse, drei Achsen, Satteldach, turmartiger Mittelrisalit, eingeschossiger Arkadenvorbau vor der Straßenfassade, an diesem antikisierende Traufkonsolen, durch Rekonstruktion verändert. | 09256959 |
| Direkt Bild zu diesem Denkmal hochladen | Mietshaus in geschlossener Bebauung | Eilenburger Straße 53 (Karte) | Um 1905 | Gründerzeitliche Klinkerfassade mit originaler Haustür und aufwendigen Stukkaturen im Jugendstil, baugeschichtliche Bedeutung. Drei Geschosse, neun Achsen, Satteldach, schwach ausgeprägte Eckrisalite, deren Giebel verändert, Erdgeschoss verputzt, Obergeschosse in Klinker mit Hausteinfenstergewänden in antikisierenden Formen, profiliertes Traufgesims, Eingang in der Mittelachse mit Frauenkopfrelief, zum Teil alte Fenster. | 09256951 |
| Direkt Bild zu diesem Denkmal hochladen | Wohnhaus in geschlossener Bebauung | Eilenburger Straße 70 (Karte) | Ende 19. Jahrhundert | Mit Tordurchfahrt, interessante Putzfassade, baugeschichtliche Bedeutung. Zwei Geschosse, vier Achsen, Satteldach mit Schleppgauben, Klinkertraufgesims, Stockgesims, aufgeputzte Fensterrahmungen, Tordurchfahrt, alte Fenster. | 09256954 |
| Direkt Bild zu diesem Denkmal hochladen | Vier Mehrfamilienhäuser (Nr. 1–9, Nr. 11–21, Nr. 23–31, Nr. 33–41) einer Wohnanlage (Einzeldenkmale zu ID-Nr. 08970800)                                                                                        | Ferdinand-Lassalle-Straße 1–41 (ungerade) (Karte) | 1936 | Einzeldenkmale der Sachgesamtheit Zwicksche Siedlung; siehe auch Friedrich-Engels-Straße 4–12a und 9–17a, Karl-Marx-Straße 1–35 und 2–36, Klebendorfer Straße 10–18a und Leipziger Straße 59–69, charakteristische Siedlung der 1930er Jahre, die in ihrer Homogenität beeindruckt, städtebaulich und baugeschichtlich von Bedeutung. Drei- und zweigeschossig, Putzfassaden/Nesterputz, zum Teil figürlicher Putzschnitt, Sockel und Türeinfassung in Naturstein, Walmdächer, siehe Friedrich-Engels-Straße 4–12a und 9–17a. | 08970798 |
| Weitere Bilder                          | Ehemalige Emaillierfabrik Carl Hoep (Sachgesamtheit) | Freiligrathstraße 4 (Karte) | 1910 (Färberei und Einfriedung); 1920er Jahre (Nebengebäude); 1930er Jahre (Maschinenhaus)                              | Sachgesamtheit der ehemaligen Emaillierfabrik Carl Hoep mit folgenden Einzeldenkmalen: Verwaltungs- und Produktionsgebäude, Kesselhaus mit Schornstein sowie Lager- und Leutehaus einer ehemaligen Fabrikanlage (siehe 09256950) sowie Färberei/Trocknerei, Maschinenhaus, westlich an das Leutehaus anschließende Nebengebäude entlang der Freiligrathstraße und der Fabrikhof mit Resten der Einfriedung als Sachgesamtheitsteile; geschlossen erhaltene Fabrikanlage, deren erste Baulichkeiten 1910 und ihre Erweiterungsbauten zu Beginn der 1930er Jahre entstanden, weitgehend authentisches Zeugnis für die Industriearchitektur der Zeit, bau-, orts- und industriegeschichtlich von Bedeutung. Nutzung der Fabrikanlage: Emaillierfabrik Carl Hoep; Märkle & Co. Rauchwarenzurichterei und Färberei; Sattlerwarenfabrik; VEB Zelta Taucha (bis 1990) sowie ab 1991 Spielzeugwarenfabrik Zrost (z.B. Herstellung der Ankersteine) und zeitweise Nutzung als Künstlerateliers (bis 2003) | 09307195 |
| Weitere Bilder                          | Verwaltungs- und Produktionsgebäude, Kesselhaus mit Schornstein sowie Lager- und Leutehaus einer ehemaligen Fabrikanlage (Einzeldenkmale der Sachgesamtheit 09307195)                                          | Freiligrathstraße 4 (Karte) | 1910 (Fabrikgebäude, Verwaltungs- und Produktionsgebäude, Kessel- und Maschinenhaus, Schornstein); 1927 (Sozialgebäude) | Einzeldenkmale der Sachgesamtheit ehemalige Emaillierfabrik Carl Hoep; geschlossen erhaltene Fabrikanlage, deren erste Baulichkeiten 1910 und ihre Erweiterungsbauten zu Beginn der 1930er Jahre entstanden, besonders hervorzuheben das Verwaltungs- und Produktionsgebäude als aufwändig gegliederter, monumentaler Fabrikbau im Reformstil der Zeit um 1910, weitgehend authentisches Zeugnis für die Industriearchitektur der Zeit, baugeschichtlich, ortsgeschichtlich und industriegeschichtlich von Bedeutung Dreigeschossiger Putzbau mit zweigeschossigem Anbau, hoher Turm mit hochrechteckigen Fenstern, Mansarddach mit Dachgauben, Lisenengliederung, zur Straße breiter Segmentbogengiebel, ornamentale Bekrönung der Lisenen im Giebelfeld, drei Portale mit aufwändiger Portalrahmung und Originaltüren, zum Teil Originalfenster, Turmuhr, teilweise originale Einfriedung. | 09256950 |
| Direkt Bild zu diesem Denkmal hochladen | Wohn- und Geschäftshaus in offener Bebauung, mit Nebengebäude, Garagen und Einfriedung | Freiligrathstraße 5 (Karte) | Um 1930 | Hauptgebäude auf quadratischem Grundriss, eindrucksvolles Zeugnis des Neuen Bauens der 1920er Jahre in Taucha, baugeschichtliche Bedeutung. Putz-Klinker-Bau mit gut proportionierten Fensteröffnungen, Geschossgliederung durch breite Gesimsbänder aus Klinker, Fensteranordnung teilweise als transparente Ecke, Flachdach, Seitengebäude mit flach abgetreppten Blendgiebel. | 08971849 |
| Direkt Bild zu diesem Denkmal hochladen | Mehrfamilienhauszeile einer Wohnanlage, bauliche Einheit mit Goethestraße 19–23 (Einzeldenkmal zu ID-Nr. 09305106)                                                                                             | Friedrich-Ebert-Straße 36, 38, 40, 42, 44, 46 (Karte) | 1939–1940 | Einzeldenkmal der Sachgesamtheit Siedlung der Gemeinnützigen Wohnungs-Baugenossenschaft in Leipzig; Putzbauten im Heimatstil, siehe auch Goethestraße 1–23 und Paul-Henze-Straße 1–5, städtebauliche und sozialgeschichtliche Bedeutung. Dreigeschossige Bauten, Walmdächer, Eingänge mit Kunststeinelementen, Fenster teilweise mit Läden. | 08966393 |
| Direkt Bild zu diesem Denkmal hochladen | Acht Mehrfamilienhäuser (Nr. 4/6, Nr. 8, Nr. 9/11, Nr. 10/10a, Nr. 12/12a, Nr. 13, Nr. 15/15a, Nr. 17/17a) einer Wohnanlage, mit Verbindungsbau zwischen Nr. 10 und Nr. 12 (Einzeldenkmale zu ID-Nr. 08970800) | Friedrich-Engels-Straße 4–12a, 9–17a (Karte) | 1936 | Einzeldenkmale der Sachgesamtheit Zwicksche Siedlung; charakteristische Siedlung der 1930er Jahre, die in ihrer Homogenität beeindruckt, städtebaulich und baugeschichtlich von Bedeutung. Wohnblöcke zwei- und dreigeschossig, zum Teil in Kammstellung, zum Teil in Parallelstellung, Ziegelbauten mit Nesterputz, bei den dreigeschossigen Bauten oberste Geschosse durch Glattputz abgesetzt und mit Fensterläden versehen, Eingänge zum Teil mit figürlichen Putzschnitt betont (heimattümelnde Motive, Inschrift nach dem Zweiten Weltkrieg verdeckt), Walmdächer, einige Häuser mit Balkonanbauten, die auch Garagen enthalten, an der Friedrich-Engels-Straße Toranlage. Zum Wohngebiet gehört auch Schule, die bereits partiell schlecht erneuert ist (siehe Friedrich-Engels-Straße) | 08970794 |
| Direkt Bild zu diesem Denkmal hochladen | Schulgebäude mit Turnhalle und Schulfreifläche mit Tierplastik (Oberschule Taucha, ehemals Volksschule II) | Friedrich-Engels-Straße 19 (Karte) | 1939–1940 | Markanter Schulbau der 1930er Jahre, baugeschichtlich und ortsgeschichtlich von Bedeutung. Mehrflügeliger Putzbau: - linker Flügel: eingeschossige Turnhalle mit Walmdach - mittlerer Verbindungsbau: zweigeschossig mit Satteldach, Eingang mit hölzernem Vordach und Wandmalerei über der Tür - rechter Flügel: dreigeschossiges Unterrichtsgebäude mit Satteldach, nach hinten Schulhof mit Pappelzeile, vorn kleiner Appellplatz mit Einfriedungsmauer und von Bruno Eyermann signierter Löwenplastik | 09259860 |
| Weitere Bilder                          | Wohnhaus in halboffener Bebauung | Gartenstraße 3 (Karte) | Um 1910 | Gut proportionierter und streng gegliederter Bau mit aufwendigem Portal und flachem Erker, Reformstil-Architektur, baugeschichtliche Bedeutung. Zweigeschossig, fünfachsig, abgewalmtes Mansarddach, jeweils zwei Mansardfenster mit geschwungenen Giebeln flankieren ein Dachhaus mit Giebel in dem sich ein halbkreisförmiges Fenster befindet, in der Mittelachse im Obergeschoss segmentbogiger Erker, Eingang rechts mit aufwendig profilierter Rahmung, schlichte Putzgliederung der Fassade, Klappläden, alte Fenster, bemalter Traufkasten. | 09257010 |
| Weitere Bilder                          | Fabrikhallen mit Verwaltungsgebäude, Schornstein und Pförtnerhaus des Beka-Pumpenwerkes | Gerichtsweg 10 (Karte) | Um 1920 | Unversehrt erhaltene Industriearchitektur, anspruchsvolle und qualitätvolle Klinkerfassade, baugeschichtliche und technikgeschichtliche Bedeutung. Im Zentrum Verwaltungstrakt flankiert von den Produktionshallen. - Verwaltung: zweigeschossig, Klinkerfassade mit geschwungenem Ziergiebel, Blendbogengliederung, Tordurchfahrt mit flankierender Säulenstellung - Produktion: Flachdach, Klinkerfassade mit profiliertem Traufgesims, Lisenengliederung, links mit Segmentbögen und Natursteinkämpfern - Pförtnerhaus: eingeschossig, polygonaler Grundriss, Spitzdach, Arkadenstellung | 09257046 |
| Weitere Bilder                          | Schulgebäude (Geschwister-Scholl-Gymnasium, ehemalige Bürgerschule Taucha) | Geschwister-Scholl-Straße 4 (Karte) | 1905 (Nordflügel); 1914 (Südflügel)                                                                                     | Imposantes öffentliches Gebäude der wilhelminischen Zeit mit Klinkerfassade, ortsgeschichtliche und baugeschichtliche Bedeutung. Viergeschossiger, fünfachsiger Mitteltrakt mit Walmdach, Seitenflügel: dreigeschossig, 3 × 3 Achsen, Halbwalmdach, Pilastergliederung, Erdgeschoss verputzt, Obergeschosse Klinker mit Putzgliederung, im Erdgeschoss und im ersten Obergeschoss segmentbogige Fenster, darüber rundbogige Fenster. | 09257047 |
|                                         | Wohnhaus in offener Bebauung, mit Garten und Einfriedung | Geschwister-Scholl-Straße 15 (Karte) | Um 1935 | Klar und schnörkellos gegliedertes Wohnhaus der 1920er/1930er Jahre, baugeschichtliche Bedeutung. Zweigeschossig, dreiachsig, Fenster im Erdgeschoss erheblich größer als im Obergeschoss, Walmdach mit Schleppgaube, links niedriger zweigeschossiger Vorbau mit aufwendigem Ziegelportal. | 09257048 |
| Direkt Bild zu diesem Denkmal hochladen | Siedlung der Gemeinnützigen Wohnungs-Baugenossenschaft in Leipzig (Sachgesamtheit) | Goethestraße 1–23 (Friedrich-Ebert-Straße 36–46, Paul-Henze-Straße 1–5) (Karte)                                                                                    | 1939–1940 | Sachgesamtheit Siedlung der Gemeinnützigen Wohnungs-Baugenossenschaft in Leipzig: Wohnanlage bestehend aus 12 Mehrfamilienhäusern, siehe auch Einzeldenkmale Friedrich-Ebert-Straße 36–46 (08966393), Goethestraße 1–23 (08966395), Paul-Henze-Straße 1–5 (08966404) sowie umliegenden begrünte Freiflächen und Vorgärten (Gartendenkmal); Putzbauten im Heimatstil, städtebauliche und sozialgeschichtliche Bedeutung. Architekt: Arthur Naumann (1939). - Vegetation: Rasenflächen vor den Straßenfronten, rückseitige Höfe begrünt (Trockenplätze/Rasen, einzelner Baumbestand, überwiegend alte Spitz-Ahorn, Heckenblöcke), Haupthof-Anlage nördlich des Kieswegs - Ausstattung: Gehwege Betonplatten, im Bereich des Hofes nördlich des Kiesweges kleine Treppenanlagen (Beton), Gehweg am Kiesweg mit Mosaikpflaster, Gehwege an der Goethestraße in Betonverbundpflaster erneuert - Deutung/Bewertung: Nebenanlage (keine signifikante Freiraumgestaltung der Entstehungszeit bzw. sehr minimalistische Ausgestaltung) | 09305106 |
| Direkt Bild zu diesem Denkmal hochladen | Zehn Mehrfamilienhäuser (Nr. 1–5, Nr. 2/4, Nr. 6/8, Nr. 7/9, Nr. 10/12, Nr. 11/13, Nr. 14/16, Nr. 15/17, Nr. 18/20 und Nr. 19–23) einer Wohnanlage (Einzeldenkmale zu ID-Nr. 09305106)                         | Goethestraße 1–23 (Karte) | 1939–1940 | Einzeldenkmale der Sachgesamtheit Siedlung der Gemeinnützigen Wohnungs-Baugenossenschaft in Leipzig; Putzbauten im Heimatstil, städtebauliche und sozialgeschichtliche Bedeutung. Zwei- bzw. dreigeschossige Bauten, Putzfassaden, Walmdächer, Eingänge mit Kunststeinelementen, Fenster teilweise mit Läden. | 08966395 |
| Direkt Bild zu diesem Denkmal hochladen | Wohnhaus in offener Bebauung | Graßdorfer Straße 6 (Karte) | Um 1890 | Anspruchsvolle historistische Putz-Klinker-Fassade mit Stuckdekor und Mittelturm, baugeschichtliche Bedeutung. Klinkerbau, zweigeschossig, bewegte Satteldachlandschaft, in der Mittelachse vorspringendes Türmchen, links zweigeschossiger, runder Eckerker. Fassadengliederung: skulpiertes Traufgesims, Kunststein-Fensterrahmungen, Sohlbänke mit skulpierten Konsolen, Fensterverdachungen mit Frauenkopf-Schlusssteinen und floralen Reliefs. | 09256986 |
|                                         | Verwaltungsgebäude mit Werkhalle, Einfriedung und Toranlage eines ehemaligen Elektrizitätswerkes | Graßdorfer Straße 11 (Karte) | Bezeichnet mit 1898 | Typische Industriearchitektur der Jahrhundertwende um 1900, sorgfältig gegliederter Klinkerbau, baugeschichtliche und technikgeschichtliche Bedeutung. - Verwaltungsgebäude: zweigeschossig, fünfachsig, Flachdach, gelber Klinkerbau, Traufgesims, reiches Zier-Stockgesims, Ecklisenen, zweigeschossiger, getreppter Vorbau mit Eingang - Werkhalle: direkt angebaut im gleichen Stil, Traufgesims und reiches Zwischengesims | 09256987 |
| Direkt Bild zu diesem Denkmal hochladen | Wohnhaus in offener Bebauung | Graßdorfer Straße 17 (Karte) | Um 1900 | Original erhaltenes Wohnhaus der Gründerzeit mit Heimatstilanklängen, baugeschichtliche Bedeutung. Zweigeschossiger, gelber, markanter Klinkerbau mit verglaster Holzveranda, Bruchstein- und Klinkersockel, Obergeschoss mit Zierfachwerk, Satteldach mit weitem Dachüberstand, Hängegiebel. | 08971829 |
| Direkt Bild zu diesem Denkmal hochladen | Villa | Graßdorfer Straße 27 (Karte) | Um 1925/1930 | Herausgehobenes Einfamilienhaus der 1920er Jahre mit Heimatstilanklängen, baugeschichtlich von Bedeutung. Edelputzfassade, Standerker, aufwändige Putzgliederungen, Satteldach. | 08971839 |
| Weitere Bilder                          | Rittergut Taucha (Sachgesamtheit) | Haugwitzwinkel 1 (Karte) | 18./19. Jahrhundert, im Kern erheblich älter                                                                            | Sachgesamtheit Rittergut Taucha, mit den Einzeldenkmalen: Herrenhaus/Schloss, Wirtschaftsgebäude, Scheune und Torbogen eines ehemaligen Rittergutes (siehe Einzeldenkmale 09256949) und mit den Sachgesamtheitsteilen: Burgberg mit Auffahrt und Hofpflasterung; erhebliche Reste der alten Burg bzw. des alten Schlosses in der Anlage aufgegangen, Baugruppe ist ortsbildkonstituierend, bauhistorisch und stadtgeschichtlich bedeutend. Anlage geht im Kern auf die mittelalterliche Burg zurück, deren Ringmauer und andere Bauteile im Mauerwerk der Stallungen aufgegangen. | 09305292 |
| Weitere Bilder                          | Herrenhaus, Wirtschaftsgebäude, Scheune und Torbogen eines ehemaligen Rittergutes (Einzeldenkmale zu ID-Nr. 09305292)                                                                                          | Haugwitzwinkel 1 (Karte) | Um 1790 (Keller); 1819 (Herrenhaus); 1899 (Anbau, Herrenhaus); 19. Jahrhundert, im Kern 1672 (Gutsscheune)              | Einzeldenkmale der Sachgesamtheit Rittergut Taucha; erhebliche Reste der alten Burg bzw. des alten Schlosses in der Anlage aufgegangen, Baugruppe ist ortsbildkonstituierend, bauhistorisch und stadtgeschichtlich bedeutend. - Gutshaus: zweigeschossig, dreiachsig, Walmdach, Zwerchhaus mit Volutengiebel, Fledermausgauben, Hausteinsockel, ursprünglich reiche Putzgliederung - an der Rückseite eingeschossiger Anbau mit Mansarddach mit Schopf, Mansardfenster - Stallungen und Wirtschaftsgebäude: dreiviertelkreisförmiger Grundriss, eingeschossig, Satteldach, teilweise Bruchsteinmauerwerk, teilweise gelber Klinker | 09256949 |
| Weitere Bilder                          | Torbogen an einer Grundstücks-Zufahrt und zweiter Torbogen auf dem Gelände | Heinrich-Zille-Winkel 4 (Karte) | Bezeichnet mit 1777 | Alte Zufahrt zu einem Stadtbauernhof, ortsgeschichtliche Bedeutung, Bedeutung für die Kulturlandschaft. - Bauernhaus: zweigeschossiger Bau in Bruchsteinmauerwerk, verputzt, zwei und eine und zwei Achsen, Eingang in der Mittelachse, Krüppelwalmdach, Fachwerkgiebel - eingeschossiger Anbau an der Rückseite mit Schleppdach und Fachwerkkonstruktion am 27. April 1999 abgebrochen - Bauernhaus (2. Hälfte 18. Jahrhundert) auf dem Grundstück vor 2014 abgebrochen | 09256946 |
| Direkt Bild zu diesem Denkmal hochladen | Kino (CT-Lichtspiele) | Karl-Große-Straße 2 (Karte) | 1937 | Typischer Kinobau der 1920er/1930er Jahre von ortsgeschichtlicher Bedeutung, Wert für die Volksbildung. Zweigeschossiger Kopfbau, Saalbau mit Lisenengliederung, Anbauten, flachgeneigte Dächer, strenge Gliederung, Leuchtschrift. | 09259803 |
| Direkt Bild zu diesem Denkmal hochladen | Zwicksche Siedlung (Sachgesamtheit) | Karl-Marx-Straße 1–36; Ferdinand-Lassalle-Straße 1–41 (ungerade); Friedrich-Engels-Straße 4–12a, 9–17a; Klebendorfer Straße 10–18a; Leipziger Straße 59–69 (Karte) | 1936 | Sachgesamtheit Zwicksche Siedlung, mit den Einzeldenkmalen: Mehrfamilienhäuser einer Wohnanlage und Einfriedungsmauer zur Leipziger Straße (Einzeldenkmale Ferdinand-Lassalle-Straße 1–41, 08970798), Friedrich-Engels-Straße 4–12a und 9–17a (08970794), Karl-Marx-Straße 1–35 und 2–36 (08970797), Klebendorfer Straße 10–18a (08970799) und Leipziger Straße 59–69 (08970796), mit Vorgärten und begrünten Höfen (Gartendenkmal); charakteristische Siedlung der 1930er Jahre, die in ihrer Homogenität beeindruckt, Zeugnis nationalsozialistischen Bauens, ortsentwicklungsgeschichtlich, sozialgeschichtlich, städtebaulich und baugeschichtlich von Bedeutung. Putzfassaden, über den Eingängen zum Teil Sgraffiti, Sockel und Türeinfassungen in Naturstein. | 08970800 |
| Direkt Bild zu diesem Denkmal hochladen | Sechs Mehrfamilienhäuser (Nr. 1–9, Nr. 2–10, Nr. 11–19, Nr. 12–20, Nr. 21–35, Nr. 22–36) einer Wohnanlage (Einzeldenkmale zu ID-Nr. 08970800)                                                                  | Karl-Marx-Straße 1–36 (Karte) | 1936 | Einzeldenkmale der Sachgesamtheit Zwicksche Siedlung; charakteristische Siedlung der 1930er Jahre, die in ihrer Homogenität beeindruckt, städtebaulich und baugeschichtlich von Bedeutung. Drei- und zweigeschossig, Putzfassade/Nesterputz, zum Teil figürlicher Putzschnitt, Sockel und Türeinfassungen in Naturstein, Walmdächer. | 08970797 |
| Weitere Bilder                          | St. Moritzkirche (mit Ausstattung) | Kirchplatz 2 (Karte) | 1772–1774 | Schlichte barocke Saalkirche mit geradem Schluss und Westturm, ortsgeschichtliche, baugeschichtliche und ortsbildprägende Bedeutung. 1864 und 1911 im Inneren vollständig erneuert, 1911 durch Julius Zeißig Umbauten. Letzte Restaurierungen 1985–1987 (innen) und 1993–1995 (außen). Orgel neu, zweigeschossige, umlaufende Empore, Kanzelaltar. | 09257024 |
|                                         | Ehemalige Schule (östlicher Flügel einer U-förmigen Schulanlage) | Kirchplatz 4 (Karte) | 1875 | Stattlicher Schulbau, ortsbildprägende Lage neben der Kirche, ortsgeschichtlich von Bedeutung. Dreigeschossiger Putzbau, Natursteinsockel, Mittelrisalit, flaches Walmdach, Erdgeschoss mit Putznutung, einfache Putzgliederung. | 09259111 |
| Weitere Bilder                          | Wohnhaus in halboffener Bebauung und in Ecklage (Seidemannhaus) | Kirchstraße 1 (Karte) | Bezeichnet mit 1900 | Anspruchsvoll gestaltetes Neorenaissance-Gebäude von künstlerischem Wert, markantes Eckhaus im Stadtzentrum, erbaut für den Ziegeleibesitzer Albin Seidemann, 1900–1913 als Rathaus genutzt, städtebaulich, baugeschichtlich und ortsgeschichtlich von Bedeutung. Zwei Geschosse, Satteldach mit stehenden Gauben. Reiche Neo-Renaissance-Gliederung der Fassade: drei Zwerchgiebel mit Voluten, hochaufragender Zwerchgiebel über der Ecke, Erker, Portal mit reicher Neorenaissance Gestaltung, Hausteinfenstergewände, Inschriftentafel. | 09256910 |
|                                         | Pfarrhaus in offener Bebauung und in Ecklage, mit Einfriedungsmauer | Kirchstraße 3 (Karte) | Mitte 19. Jahrhundert, im Kern älter                                                                                    | Putzbau mit Walmdach, ortsgeschichtliche Bedeutung, Lage gegenüber der Kirche ortsbildprägend. Zweigeschossig, fünf unsymmetrische Achsen, Walmdach, Eingang in der Mittelachse, Traufgesims, Putzfensterrahmung, Relief über dem Eingang, alte Fenster und Tür. | 09256971 |
| Direkt Bild zu diesem Denkmal hochladen | Wohnhaus in halboffener Bebauung und zwei Nebengebäude zur Straße Spittelberg | Kirchstraße 36 (Karte) | Ende 19. Jahrhundert; um 1925 Fassadenumbau                                                                             | Qualitätvolles Bauwerk mit aufwendiger Putzfassade in Art-déco-Manier, Nebengebäude zum Spittelberg mit Schwalbenschwanzgiebel, im Kern historistisches Gebäude, städtebaulich wichtige Lage, weithin sichtbar am Altstadtrand gelegener Bau, große Fernwirkung, baugeschichtliche Bedeutung. Zweigeschossig, sieben Achsen, Mansarddach mit Schopf, Mansardfenster mit profilierten Giebeln, rötlicher Edelputz, graue Gliederung, Werbespiegel im Obergeschoss, aufwendige neoklassizistische Putzgliederung: Pilaster im Erdgeschoss, geschwungenes Gesims zwischen den Geschossen, darunter Stukkaturen mit floralen Motiven, im Obergeschoss Werbespiegel und alte Fenster, Tordurchfahrt. | 09256908 |
| Direkt Bild zu diesem Denkmal hochladen | Vier Mehrfamilienhäuser (Nr. 10/12, Nr. 14, Nr. 16/16a, Nr. 18/18a) einer Wohnanlage (Einzeldenkmale zu ID-Nr. 08970800)                                                                                       | Klebendorfer Straße 10–18a (Karte) | 1936 | Einzeldenkmale der Sachgesamtheit Zwicksche Siedlung; charakteristische Siedlung der 1930er Jahre, die in ihrer Homogenität beeindruckt, städtebaulich und baugeschichtlich von Bedeutung. Zweigeschossiger Bau, Putzfassaden/Nesterputz, zum Teil figürlicher Putzschnitt, Sockel und Türeinfassungen in Naturstein, Walmdächer. | 08970799 |
| Direkt Bild zu diesem Denkmal hochladen | Villa/Einfamilienhaus mit Garage und Einfriedung | Klebendorfer Straße 65 (Karte) | Um 1935 | Anspruchsvoll gestaltetes Gebäude der 1930er Jahre mit aufwendig gegliedertem Klinkerportal, baugeschichtliche Bedeutung. Zweigeschossig, Walmdach. Auf linker Seite polygonaler, doppelgeschossiger Mittelerker mit profilierten Stockgesimsen, großes Dachhaus mit Halbkrüppelwalmdach, schlichte Putzfassade, Klinkersockel, ornamental gestaltete Fenstergitter, eingeschossiger Portalvorbau, Klinker mit reicher Gliederung und aufwendigem Portal. | 09257056 |
| Weitere Bilder                          | Villa Tannenhof mit daran angebautem Nebengebäude und Einfriedung | Kriekauer Straße 13 (Karte) | Um 1910/1915 | Abwechslungsreich gegliederte Villa, Reformstil-Architektur, baugeschichtliche Bedeutung. Eingeschossig, Mansarddach mit Schopf, links erkerartiger Vorsprung, rechts Rundbogenfenster, an der rechten Seite Wintergarten, an der linken Seite zweigeschossiger Eingangs-Vorbau mit Satteldach. Eingang mit Pilastergliederung, Architrav und segmentbogigem Giebel, dieser mit Girlandenmotiv, Relief an der Fassade, Garage mit Satteldach und Gauben. | 09257021 |
| Weitere Bilder                          | Wohnhaus in offener Bebauung, mit Einfriedung | Kriekauer Straße 14 (Karte) | 1934 | Villenartiges Einfamilienhaus mit Putzfassade und strenger Klinkergliederung, Anklänge an die Neue Sachlichkeit der 1920er Jahre, baugeschichtliche Bedeutung. Zweigeschossig, walmdachartige Bedachung, Putzbau mit strenger, geometrischer Klinkergliederung. Ecken betont: links leicht vorspringende Fensterachse, rechts turmartig überhöhter Vorsprung. Eingang an der rechten Seite mit Vorbau und Treppenaufgang, geometrische Buntglasscheiben. | 09257020 |
| Weitere Bilder                          | Wohnhaus in halboffener Bebauung und in Ecklage, mit seitlicher Pforte | Leipziger Straße 1 (Karte) | Um 1890 | Repräsentative Putzfassade mit Bruchsteinsockel, im historistischen Stil, ortsbildprägende Lage am Markt, baugeschichtliche Bedeutung. Zwei Geschosse, sieben Achsen, abgewalmtes Mansarddach mit Mansardfenstern, aufwendige Putzfassade mit Putzgliederung profiliertes Traufgesims, profiliertes Stockgesims, Eckverquaderung, im Erdgeschoss profilierte Fenstersohlbänke und -verdachungen mit Segmentbogen, Sprenggiebeln oder Gebälk, Mittelachsen an beiden Fassaden vorspringend, Bruchsteinsockel, aufwendige Torpfeiler. | 09256935 |
| Weitere Bilder                          | Gedenktafel für den großen Stadtbrand 1768 und ehemaliger Schlussstein an einem Wohnhaus | Leipziger Straße 16, 18 (Karte) | Bezeichnet mit 1768 | Barocke Gebäudeteile, ortsgeschichtliche Bedeutung. Früheres Wohnhaus mit zwei Geschossen, vier Achsen, traufständig mit Satteldach, profiliertes Traufgesims, barocke Kartusche mit Inschrift. Abbruch 2010, nur Gedenktafel bleibt als Denkmal erhalten. | 09256933 |
| Weitere Bilder                          | Wohnhaus in halboffener Bebauung, mit seitlichem Torbogen | Leipziger Straße 17 (Karte) | 1. Hälfte 19. Jahrhundert                                                                                               | Stattliches Gebäude, vermutlich großes Ackerbürgeranwesen, zur ersten Wiederaufbauphase nach dem großen Stadtbrand von 1768 gehörend, baugeschichtliche Bedeutung. Zwei Geschosse, sieben Achsen, Krüppelwalmdach, alte Fenster. | 09256931 |
|                                         | Wohnhaus in geschlossener Bebauung und in Ecklage | Leipziger Straße 44a (Karte) | Um 1930 | Großes Wohnhaus mit Eckerker und interessanter Gliederung der 1920er/1930er Jahre, exponierte Lage am Hauptzugang der Altstadt, städtebauliche und baugeschichtliche Bedeutung. Drei Geschosse, Satteldach, zwei Gebäudeflügel stoßen stumpfwinkelig aufeinander, Eckerker mit turmartiger Verdachung und geometrischer Putzgliederung, darunter Eingang mit abgerundetem Gewände, vorspringende rechte Gebäudeecke abgerundet mit Fensterachse in der Rundung, Schiefereindeckung, Klappläden. | 09256926 |
| Weitere Bilder                          | Wohnhaus (mit rückwärtigem Anbau), drei Nebengebäude und Hoftor eines Mühlengrundstückes (Steinwegsmühle, Fröhlichs Mühle)                                                                                     | Leipziger Straße 46 (Karte) | Frühes 19. Jahrhundert                                                                                                  | Als ehemals städtische Wassermühle von ortsgeschichtlicher Bedeutung, die Gesamtanlage hat ortsbildprägenden Charakter, technikgeschichtliches Denkmal. Mühle war bis 1928 als Wassermühle in Betrieb, seit 1872 in Besitz der Familie Fröhlich. - Wohnhaus: zwei Geschosse, sieben Achsen, Satteldach, alte Tür, zum Teil alte Fenster, rückwärtiger Flügel stimmt weitgehend mit Vorderhaus überein, an dieses schließt ein niedriger Anbau mit einem großen Tor an - Nebengebäude: eingeschossig, Halbkrüppelwalmdach, Bruchsteinsockel, Fachwerkkonstruktion, zweiriegelig, eckstrebig | 09256925 |
| Weitere Bilder                          | Sparkassengebäude (ohne modernen Anbau auf der Rückseite) | Leipziger Straße 48 (Karte) | Um 1930 | Seltenes Zeugnis für die Bauhaus-Moderne der 1920er Jahre in Taucha, baugeschichtliche Bedeutung. Eingeschossiger Flachbau mit zweigeschossigem Anbau, zum Teil Fensterbänder, Klinkersockel, schlichte steinerne Fensterrahmungen, auf zwei Stützen ruhendes Vordach, Rückseite mit neuzeitlichem Anbau. | 09259823 |
| Direkt Bild zu diesem Denkmal hochladen | Villa mit Einfriedung | Leipziger Straße 58 (Karte) | Um 1910 | Mit bewegter Dachlandschaft und Erker, detailreich und gut gegliedertes Gebäude, baugeschichtliche Bedeutung. Eingeschossig, bewegte Dachlandschaft mit abgewalmten Mansarddächern, Mansardfenster mit geschwungenen Giebeln, an der rechten Gebäudeecke turmartiger, polygonaler Erker, in der Fassadenmitte runder turmartiger Erker, links Erkerchen mit gedrechselten Säulchen, an der linken Seite zurückgesetzter Vorbau mit dem Eingang, schlichte Putzgliederung mit Bändern, originale Fenster. | 09256929 |
| Direkt Bild zu diesem Denkmal hochladen | Fünf Mehrfamilienhäuser (Nr. 59/61, Nr. 63, Nr. 65/65a, Nr. 67/67a, Nr. 69) und Einfriedungsmauer einer Wohnanlage (Einzeldenkmale zu ID-Nr. 08970800)                                                         | Leipziger Straße 59–69 (ungerade) (Karte) | 1936 | Einzeldenkmale der Sachgesamtheit Zwicksche Siedlung; charakteristische Siedlung der 1930er Jahre, die in ihrer Homogenität beeindruckt, Gebäudegruppe mit Sgraffiti zur Leipziger Straße, städtebaulich und baugeschichtlich von Bedeutung. Dreigeschossig, Putzfassaden/Nesterputz, zum Teil figürlicher Putzschnitt, Sockel und Türeinfassungen in Naturstein, Walmdächer. | 08970796 |
| Direkt Bild zu diesem Denkmal hochladen | Mietshaus in halboffener Bebauung | Leipziger Straße 64 (Karte) | Um 1905 | Gut erhaltene, historistische Putz-Klinker-Fassade mit Jugendstilelementen, baugeschichtliche Bedeutung. Dreigeschossig, neunachsig, Satteldach, zwei Zwerchhäuser, verändert. - Erdgeschoss: Putznutung, Tordurchfahrt, Stockgesims - Erstes Obergeschoss: Fensterverdachungen, profiliertes Traufgesims mit floralem Stuckfries darunter | 09257118 |
| Direkt Bild zu diesem Denkmal hochladen | Wohnhaus in offener Bebauung | Leipziger Straße 110 (Karte) | Um 1915 | Gut gegliedertes herrschaftliches Gebäude am Ortseingang, in Art eines Doppelwohnhauses ausgebildet, Reformstil-Architektur, baugeschichtliche Bedeutung. Zweigeschossig, 2 + 5 + 2 Achsen, Walmdach, mittelrisalitartiger Vorsprung mit Balkon auf beiden Geschossen, im Erdgeschoss mit flankierender Säulenstellung und nach vorne geschwungenem Giebel, im Obergeschoss mit Korbbogen, Dachhaus darüber, in der Mitte flach nach vorne geschwungen, polygonaler, doppelgeschossiger Eckerker an beiden Seiten, an beiden Seiten Treppenaufgänge, Putzfassade mit Resten der Gliederung, Fensterverdachungen, rundbogige Gauben. | 09257052 |
| Direkt Bild zu diesem Denkmal hochladen | Mietshaus in halboffener Bebauung, bauliche Einheit mit Südstraße 5 | Lindnerstraße 1 (Karte) | 1904 | Ungewöhnlich, stark gegliederte Fassade mit flach geschwungenen Erkern und Blendfachwerk, prägt den Lindnerplatz, bemerkenswerte Reformstil-Architektur, baugeschichtliche Bedeutung. Dreigeschossig, Halbwalmdach, Eckrisalit mit Erkern auf korbbogigen Grundriss, stockweise weiter vorspringend, kleiner Holzerker im Risalitgiebel, Balkon im Zwickel zwischen Risalit und Fassade, Zierfachwerk. | 09257005 |
| Direkt Bild zu diesem Denkmal hochladen | Mietshaus (mit drei Hausnummern) in offener Bebauung, mit Einfriedung und Vorgarten | Lindnerstraße 11, 13, 15 (Karte) | Um 1915 | Gut erhaltenes Beispiel eines Mietshauses der Reformstil-Architektur um 1910, baugeschichtliche Bedeutung. Dreigeschossig, 15 (3 × 5) Achsen, Krüppelwalmdach, zwei Dachhäuser mit Segmentgiebel, Zwerchhaus in der Mittelachse mit neo-klassizistischem Giebel. Putzfassade mit einfacher neo-klassizistischer Gliederung: Fensterrahmung, Spiegel unter den Fenstern, Klinkersockel. Balkon im ersten Stock der Mittelachse, Nummer 13 mit Tordurchfahrt und Inschrift darüber. | 09257003 |
| Direkt Bild zu diesem Denkmal hochladen | Doppelmietshaus in offener Bebauung | Lindnerstraße 14, 16 (Karte) | Um 1900 | Historistische Klinkerfassade, baugeschichtliche Bedeutung. Dreigeschossig, achtachsig, Mansarddach mit seitlichem Zwerchgiebel, im Erdgeschoss aufwendige Putzgliederung. Obergeschosse: Klinker mit aufstuckierter Fenstergliederung: Sohlbänke auf skulpierten Konsolen, Fensterrahmungen, Fensterverdachungen. | 09257004 |
| Direkt Bild zu diesem Denkmal hochladen | Mehrfamilienhaus (mit zwei Hausnummern) in offener Bebauung, mit Vorgarten (Zwillingshaus) | Lindnerstraße 17, 19 (Karte) | Um 1928 | Zeittypische Putzfassade mit Kunststeinrelief in der Mittelachse, ortsgeschichtliche und baugeschichtliche Bedeutung. Dreigeschossiger Bau, Putzfassade mit Kunststeinrelief in der Mittelachse, „Zwillingshaus“. | 09259804 |
| Direkt Bild zu diesem Denkmal hochladen | Mehrfamilienhaus (mit drei Hausnummern) in offener Bebauung, mit Vorgarten (Drillingshaus) | Lindnerstraße 21, 23, 25 (Karte) | 1928 | Mit einfachen Mitteln effektvoll gegliederte Putzfassade, ortsgeschichtliche und baugeschichtliche Bedeutung. Drei Geschosse, elf Achsen, Halbwalmdach mit Schleppgauben, profilierte Gesims unter und über den Fenstern, Fenster zum Teil original, Obergeschoss erkerartig vorspringend, aufwendiges Ziegelportal bei Haus Nummer 23 mit Relief „Drillingshaus“ über dem Eingang, stilisierte Lilien aufgeputzt, mit einfachen Mitteln effektvoll gegliederte Putzfassade, Beispiel des Art déco, Haus Nummer 21 und 25 spiegelsymmetrisch, 2011 Umbau zum betreuten Wohnen, Entkernung beabsichtigt. | 09256970 |
| Direkt Bild zu diesem Denkmal hochladen | Mehrfamilienhaus (mit vier Hausnummern) in offener Bebauung, mit Vorgarten | Lindnerstraße 27, 29, 31, 33 (Karte) | Um 1930 | Putzfassade durch Vorsprünge gegliedert, ortsgeschichtliche und sozialgeschichtliche Bedeutung. Dreigeschossig, verputzt über Klinkersockel, Walmdach, Fassade durch Vorsprünge gegliedert, Hauseingänge mit dreieckigen Verdachungen, Treppenhäuser mit Art-déco-Ausmalungen (derzeit überstrichen), Bauten offensichtlich Fortsetzung einer einheitlichen Planung, die mit den Bauten Lindnerstraße 17, 19 und 21, 23, 25 begonnen wurde. | 09303231 |
| Direkt Bild zu diesem Denkmal hochladen | Villa, mit Garage, Einfriedung und Garten | Lindnerstraße 28 (Karte) | Um 1928 | Architektonisch interessantes Einfamilienhaus mit expressionistisch-geometrischen Zierelementen, zeittypische Klinkerfassade, baugeschichtlich von Bedeutung. - Villa: aufwendig gestalteter Klinkerbau, zweigeschossig, zweiachsig Walmdach, stehende Gauben mit Giebel, Eingang rechts unter Spitzbögen in einem Vorbau, kleiner, profilierter Giebel in der Mittelachse, polygonal vorspringendes Fenster rechts im Erdgeschoss, auf der linken Seite Veranda mit Pfeilern aus unregelmäßig aufeinander gestapelten Ziegeln einem Vorbau mit spitzbogigen Überfangbögen. - Einfriedung: Beton-Pfosten und -Sockel (möglicherweise aus der Erbauungszeit) mit erneuertem Holzzaun, heute in anderer farblicher Fassung und durch Terracotta-Figuren auf den Pfosten ergänzt, Gittertore ebenfalls modern - Garten (und Einfriedung?) als Nebenanlage zum Wohnhaus: ohne erkennbare ältere Gestaltung, hinterer Teil nicht voll einsehbar - entlang der Lindnerstraße früher Reihe von Pyramiden-Pappeln in regelmäßigen Abständen (vielleicht nicht aus der Erbauungszeit, sondern später als Sichtschutz angepflanzt?), nach 1995 und vor 2014 vollständig entfernt | 09256973 |
| Direkt Bild zu diesem Denkmal hochladen | Doppelmietshaus in offener Bebauung, mit Vorgarten | Lindnerstraße 35, 37 (Karte) | Um 1914 | Mit streng geometrischen Elementen wirkungsvoll gegliederte Putzfassade, markante Zwerchgiebel, Reformstil-Architektur, baugeschichtliche Bedeutung. Dreigeschossig, fünfachsig, Walmdach, Putzgliederung Pilaster, Spiegel mit geometrischen Mustern unter den Fenstern, Traufgesims, Gesims zwischen dem Erdgeschoss und erstem Obergeschoss, Mittelrisalit mit Mansardgiebel, Seitenrisalit, alte Fenster in Nummer 37 erneuert. | 09256974 |
|                                         | Kaufhaus Fischer in offener Bebauung und in Ecklage | Lindnerstraße 39 (Karte) | Bezeichnet mit 1914–1916                                                                                                | Erstes industriell errichtetes Gebäude in Taucha, imposanter Baukörper, zeittypische Fassade im Monumentalstil, Reformstil-Architektur mit neoklassizistischen Einflüssen, markante Lage, prägt den Platz An der Bürgerruhe, künstlerische, städtebauliche und ortsgeschichtliche Bedeutung. Dreigeschossig, abgewalmtes Mansarddach, bewegte Dachlandschaft, Fassade mit Pilastergliederung, Fenster flachbogig vorspringend mit Rastergliederung, Mittelrisalitartiger Vorsprung an der Hauptfassade zur Lindner Straße der auf vier kannelierten Säulen ruht, antikisierender Monumentalstil. | 09256969 |
| Weitere Bilder                          | Wohnhaus in offener Bebauung, mit Einfriedung | Ludwig-van-Beethoven-Straße 3 (Karte) | Um 1930 | Rustikales, villenartiges Holzhaus mit hohem Satteldach und Ziergiebel, baugeschichtliche Bedeutung. Holzbauweise im Landhausstil, eingeschossig, steiles vorkragendes Satteldach, Schaugiebel mit Zierbrettern und großem, mehrteiligem, halbrundem Fenster, rechts polygonaler Erker, große stehende Gaube mit auffälligem Giebel, viele rustikale Details. | 09257030 |
|                                         | Wohnhaus in offener Bebauung, mit Einfriedung | Ludwig-van-Beethoven-Straße 4 (Karte) | Um 1930 | Rustikales Holzhaus in Blockhauskonstruktion, baugeschichtliche Bedeutung. Zweigeschossig, zweiachsig, weit überkragendes Walmdach, Obergeschoss vorspringend mit Konsolen und Zierverbretterung, profilierte Fensterrahmungen, Klappläden, originale Fenster. | 09257029 |
| Weitere Bilder                          | Wohnhaus in offener Bebauung, mit Einfriedung | Ludwig-van-Beethoven-Straße 6 (Karte) | Um 1930 | Villenartiges, rustikales Holzhaus in Blockhaus-Bauweise mit reicher Gliederung, baugeschichtliche Bedeutung. Zweigeschossig, dreiachsig, Satteldach mit Schleppgaube, hervorgehobene Ständer mit Verbretterung der Zwischenräume, vorkragendes Obergeschoss mit profilierten Konsolen, erkerartiger, zweigeschossiger Vorsprung in der Mittelachse, links Balkon mit profilierten Tragebalken, an der rechten Seite große korbbogige Fenster, Zierbretter am Giebel und rundes Fenster, Klappläden. | 09257031 |
| Weitere Bilder                          | Ehemaliges Rathaus, zeitweise Amtsgericht, heute Wohnhaus in halboffener Bebauung | Markt 2 (Karte) | Um 1913, im Kern älter                                                                                                  | Repräsentative Putzfassade mit Lisenengliederung, 1913–1934 Rathaus der Stadt, vorher Gerichtsgebäude, ortsgeschichtlich von Bedeutung. Dreigeschossig, siebenachsig, Satteldach, stehende Gauben mit Halbkreisgiebeln flankieren großes Dachhaus in der Mittelachse, dieses mit Halbkreisgiebel mit Wappenschild, Putzfassade mit Pilastergliederung, Girlandenmotive zwischen den Pilastern, auf Pfeilern ruhender Balkon über dem Eingang in der Mittelachse, darüber von Putti flankiertes Wappenschild. | 09256988 |
|                                         | Kabelverzweigergehäuse für Telefonanschlüsse der Deutschen Reichspost | Markt 2 (vor) (Karte) | Um 1913 | Kabelverzweiger ähnlich den Leipziger Typen, Metallgehäuse, technikgeschichtlich von Bedeutung, Seltenheits- und Dokumentationswert; zwischenzeitlich demontiert | 08971848 |
| Weitere Bilder                          | Hauszeichen | Markt 3 (Karte) | 1934 | Zugehörig zum ehemaligen Schreibwaren- und Zigarrenhandel Otto Albin Franke, aus Naturstein gefertigtes Porträt mit dem Kopf eines älteren bärtigen Mannes, Büste von kragenähnlichem Rahmen umfasst mit Signum AF und Jahreszahl 1934, ortsgeschichtlich und handwerklich-künstlerisch von Bedeutung. Im Jahr 1934 erwarb der Schreibwaren- und Zigarrenhändler Otto Albin Franke das Grundstück Markt 3 von der Stadt Taucha, die in dem Gebäude eine Polizeiwache und das Städtische Archiv unterbrachte. Für seinen Geschäftsbetrieb ließ Albin Franke das im Kern aus dem 18. Jahrhundert stammende Gebäude umbauen und um ein Stockwerk erhöhen. Neben dem Schriftzug „Albin Franke“ über der Ladenfront warb der Besitzer für sein Geschäft mit einem Hauszeichen. Das aus Naturstein gefertigte Porträt zeigt den Kopf eines älteren bärtigen Mannes, in dessen linken Mundwinkel eine Pfeife steckt. Sein dichtes Haar wird von einer Mütze bedeckt. Die Büste wird von einem kragenähnlichen Rahmen umfasst, dessen Enden unter dem Kopf von einer breiten Schlaufe zusammengehalten werden. Dort findet sich das Signum AF und die Jahreszahl 1934. Ob es sich bei dem Porträt um ein Abbild Albin Frankes handelt, ist nicht eindeutig zu klären, ebenso ist nicht überliefert, wer es geschaffen hat. Festzustellen ist, dass es sich bei diesem Porträt um eine handwerklich-künstlerisch anspruchsvolle bildhauerische Arbeit handelt, die dem Stil der Zeit entspricht. Die gesamte Ladenfront wurde in jüngerer Zeit verändert, das Porträt über der Eingangstür hat sich jedoch bis heute erhalten. Aus den genannten Gründen besitzt es eine ortsgeschichtliche und handwerklich-künstlerischen Bedeutung. | 09307443 |
| Weitere Bilder                          | Ackerbürgerhaus in geschlossener Bebauung | Markt 7 (Karte) | Frühes 19. Jahrhundert                                                                                                  | Mit Tordurchfahrt, Gebäude mit interessant gegliederter Putzfassade, ortsentwicklungsgeschichtliche und baugeschichtliche Bedeutung. Zweigeschossig, sieben und zwei Achsen, Mittelachse abgesetzt und durch Eingang betont, Satteldach. Putzgliederung vermutlich um 1900: profiliertes Traufgesims, Stockgesims, profilierte Fensterrahmungen, Eckbetonung durch Kassettierung, Eingang ebenfalls kassettiert. Alte Fenster, Tordurchfahrt. | 09256990 |
| Weitere Bilder                          | Wohnhaus in halboffener Bebauung und in Ecklage, mit Nebengebäude (Garagenflügel) im Hof und Einfriedung | Marktstraße 1 (Karte) | Um 1910 | Für die Erbauungszeit sehr moderne Architektur mit gebogenem Eckgiebel und interessantem Dachhäuschen, in markanter Lage am Markt, Garagenflügel Zeugnis für die einsetzende Motorisierung im 20. Jahrhundert, ortsentwicklungsgeschichtliche und baugeschichtliche Bedeutung. - Wohnhaus: zweigeschossig, 4 + 3 + 1 Achse, Walmdach, Ecke abgerundet mit risalitartigem Mansardgiebel mit Fenster und profiliertem Giebeldreieck, erste Achse links mit Rundbogenfenster, Gaube mit skulpierten Holzkonsolen und polygonalem Fenstergrundriss - Garagengebäude: eineinhalbgeschossig, große Garagentore, darüber Fenster mit Giebeln die ins Mansardendach aufragen, zur Straßenseite Treppenaufgang mit Pultdach und Schnitzwerk | 09256992 |
| Weitere Bilder                          | Mietshauszeile (mit sechs Hausnummern) in geschlossener Bebauung konzipiert | Marktstraße 6, 8, 10, 12, 14, 16 (Karte) | Um 1925 | Mit sparsamen Mitteln wirkungsvoll gegliederte Putzfassade, ansprechende Dekorelemente, bewegte Rückfassade, stadtgeschichtlich und architektonisch interessantes Gebäudegruppe, städtebauliche und sozialgeschichtliche Bedeutung. Dreigeschossig, fünfachsig, Satteldach, Eingang in der Mittelachse von Pilastern flankiert mit Kämpfer und Blattwerkreliefs, profiliertes Gesims zwischen dem Erdgeschoss und dem ersten Obergeschoss, profilierte Sohlbänke, an der Rückseite turmartige Vorsprünge (Treppenhäuser oder Erker), alte Fenster. | 09257000 |
| Weitere Bilder                          | Wohnhaus in offener Bebauung, mit Einfriedung | Mendelssohn-Bartholdy-Straße 9 (Karte) | Um 1930 | Ansprechendes Einfamilienhaus der 1920er/1930er Jahre, baugeschichtlich von Bedeutung. Eingeschossiger Putzbau, Walmdach, hoher Klinkersockel und Eingang mit Treppensockel und Vordach mit einseitigem Holzpfeiler. | 09259818 |
|                                         | Wohnhaus in offener Bebauung mit Einfriedung | Nicolaus-Lenau-Straße 13 (Karte) | Um 1930 | Villenartiges streng und klar gegliedertes Wohnhaus der 1920er Jahre, mit Treppenturm und zeittypischer Ziegelgliederung, baugeschichtliche Bedeutung. Zweigeschossig, Walmdach, Mittelachse durch Eingang betont, dieser mit Ziegelgewände und Vordach auf Ziegelpfeilern, darüber halbrunder Treppenturm mit geometrischem Ziegelfries, horizontal geschwungenes Abschlussgesims, die Ecke betonende Fensterachsen in hohem Ziegelband, an der rechten Seite im Erdgeschoss halbrunder Erker. | 09257050 |
| Weitere Bilder                          | Wohnhaus in offener Bebauung | Nicolaus-Lenau-Straße 15 (Karte) | Um 1925/1930 | Auffallend asymmetrisch gestaltetes Wohnhaus der 1920er Jahre, baugeschichtliche Bedeutung. Zweigeschossig, Putzfassade, abgerundeter Standerker, asymmetrische Gliederung, Klinkerbänder und Putzfelder. Pappelbepflanzung vor 2014 abgeholzt und ehemaligen Standorte gepflastert. - Einfriedung: ursprünglicher Holzzaun mit Betonsockeln und -pfosten (bisher Nebenanlage) nach 1999 und vor 2014 entfernt, heute „Bonanza-Zaun“ über erhaltenem Betonsockel - Vegetation: früher an der Straßenseite seitlich des Wohnhauses vorhandene Pyramiden-Pappeln sind nicht mehr vorhanden, keine Hinweise auf eine historische Gartengestaltung erkennbar (rückwärtiger Garten nicht einsehbar, dort eventuell ein größerer Altbaum?) - Deutung, Bewertung: Garten als Nebenanlage. | 09259821 |
| Direkt Bild zu diesem Denkmal hochladen | Mehrfamilienhaus einer Wohnanlage (Einzeldenkmale zu ID-Nr. 09305106) | Paul-Henze-Straße 1, 3, 5 (Karte) | 1939–1940 | Einzeldenkmale der Sachgesamtheit Siedlung der Gemeinnützigen Wohnungs-Baugenossenschaft in Leipzig; Putzbauten im Heimatstil, städtebauliche und sozialgeschichtliche Bedeutung. Zweigeschossige Bauten, Putzfassaden, Walmdächer, Eingänge mit Kunststeinelementen, Fenster teilweise mit Läden. | 08966404 |
|                                         | Straßenlaterne und Verkehrsinsel mit Straßenpflaster | Portitzer Straße (Karte) | Um 1960 | Gut gegliedertes Stadtmöbel der 1950er Jahre, technikgeschichtlich von Bedeutung, ortsbildprägende Wirkung. Leuchtmast mit Sitzgelegenheit, grauer Kunststein. | 09259824 |
| Direkt Bild zu diesem Denkmal hochladen | Doppelmietshaus in offener Bebauung | Portitzer Straße 1, 3 (Karte) | Um 1910 | Gut gegliederte Putzfassade mit Zwerchgiebel, Reformstil-Architektur, baugeschichtliche Bedeutung. Dreigeschossig, achtachsig, Satteldach, risalitartiger Vorsprung im ersten und zweiten Vorsprung mit Mansardgiebel, dort aufgeputzte Girlandenmotive über und unter den Fenstern, solche zum Teil auch über den Fenstern im ersten Obergeschoss. | 09256982 |
| Weitere Bilder                          | Wohn- und Geschäftshaus in offener Bebauung und in Ecklage, ehemalige Post | Portitzer Straße 2 (Karte) | Um 1905 | Qualitätvolle, vom Jugendstil beeinflusste Fassade, in exponierter Lage an einer Hauptkreuzung, ortshistorische und baugeschichtliche Bedeutung. Drei Geschosse, Satteldach, gelber Klinkerbau mit Gliederungselementen aus Haustein: Blendbögen auf Lisenen, Wappentafeln unter den Fenstern, Eckrisalite mit Volutengiebeln, Ecke abgeschrägt mit Zwerchhaus, stehende Gauben mit reich gestalten Holzgiebeln. | 09256924 |
| Direkt Bild zu diesem Denkmal hochladen | Doppelmietshaus in offener Bebauung | Portitzer Straße 6, 8 (Karte) | Um 1905 | Historisierende Putzfassade mit geschwungenen Risalitgiebeln und ungewöhnlichen Eckbalkonen, baugeschichtliche Bedeutung. Dreigeschossig, fünfachsig, Mansarddach mit Fenstern, Mittelrisalit mit geschwungenen Giebeln, zur Ecke Balkone mit Balustergeländern und Segmentbogen, Traufgesims, Fenster mit Sohlbänken auf Konsolen im Mittelrisalit, Rahmungen mit Keilstein, alte Fenster. | 09256984 |
| Direkt Bild zu diesem Denkmal hochladen | Mietshaus in offener Bebauung | Portitzer Straße 10 (Karte) | Um 1900 | Weitgehend erhaltene historistische Putzfassade mit markantem Eckrisalit, baugeschichtliche Bedeutung. Dreigeschossig, vierachsig, abgewalmtes Mansarddach, ausgebautes Dachgeschoss, Mansardfenster mit Zierbrettern, Eckrisalit, Putzfassade mit Eckgliederung, Traufgesims auf Konsolen, Stockgesims, Fensterrahmungen, Ziergiebel über den Fenstern im Obergeschoss, Kellerfenster, seitlicher Eingang. | 09256977 |
| Direkt Bild zu diesem Denkmal hochladen | Wohnhaus in offener Bebauung | Portitzer Straße 12 (Karte) | 1893–1894 | Gut proportioniertes Gebäude mit historistischer Putzfassade, baugeschichtliche Bedeutung. Zweigeschossig, dreiachsig, Walmdach, kräftiger Mittelrisalit mit Fenster mit Rundgiebel und Balusterbrüstung, antiksierendes Traufgesims, profiliertes Sockel- und Stockgesims, Fenster-Kunststeineinfassungen. | 09256976 |
| Direkt Bild zu diesem Denkmal hochladen | Wohnhaus in offener Bebauung | Portitzer Straße 18 (Karte) | Um 1900 | Zeittypischer historisierender Putzbau mit mächtigem Bruchsteinsockel und Mittelrisalit, baugeschichtliche Bedeutung. Zweigeschossig, fünfachsig, abgewalmtes Mansarddach mit Fenstern, Mittelrisalit mit Eckquaderung und kleinem Relief im Obergeschoss, Bruchsteinsockel, Putzfassade mit Stock- und Traufgesims. | 09256978 |
| Direkt Bild zu diesem Denkmal hochladen | Wohnhaus in offener Bebauung mit Einfriedung | Poststraße 2 (Karte) | Um 1928 | Streng gestalteter Bau im Heimatstil der 1920er/1930er Jahre, baugeschichtliche Bedeutung. Zweigeschossig, Walmdach, strukturierter Edelputz, Eingang mit Vordach und Wandnische mit Bauplastik aus Kunststein. | 09259830 |
| Direkt Bild zu diesem Denkmal hochladen | Postgebäude und Wohnhaus in offener Bebauung | Poststraße 9 (Karte) | Um 1930 | Hervorstechendes Gebäude des Neuen Bauens der 1920er Jahre in Taucha, ortsgeschichtliche und baugeschichtliche Bedeutung. Dreigeschossig, Walmdach, Fensteranordnung zum Teil als transparente Ecke mit farbverglasten Fenstern, sparsame Klinkergliederung, Bauplastik am Eingang. | 09259825 |
|                                         | Wohnhaus in offener Bebauung, mit Einfriedung | Richard-Wagner-Straße 1 (Karte) | Um 1930 | Rustikaler Holzbau der 1920er/1930er Jahre, baugeschichtliche Bedeutung. Eingeschossig, zweiachsig, Mansarddach mit Schiefereindeckung, Klinkersockel, hervorgehobene Eckständer mit Verbretterung der Zwischenräume, Zierbretter zwischen den Geschossen, polygonaler Erker rechts im Erdgeschoss, profilierte Fensterrahmungen, Klappläden, originale Fenster, an der rechten Seite Vorbau mit Eingang. | 09257027 |
|                                         | Wohnhaus in offener Bebauung | Richard-Wagner-Straße 8 (Karte) | Um 1930 | Vom Bauhausstil der 1920er Jahre geprägtes Wohnhaus, baugeschichtliche Bedeutung. Formen des Bauhausstiles, zweigeschossig, Walmdach, um die Ecke geführte Fenster, risalitartiger Vorbau mit Eingang, um die Ecke geführte Metallfenster und Windfang im Bauhausstil. | 09257022 |
|                                         | Brunnen mit Brunnenschale und -figur | Rudolf-Winkelmann-Straße (Karte) | Bezeichnet mit 1914 | Brunnen mit unbekleideter weiblicher Figur „Wasserausgießende“, künstlerische Bedeutung. Gestiftet 1912 vom Sächsischen Heimatverein, Brunnen mit unbekleideter weiblicher Figur mit Brunnenschale, Nutzung als Blumenschale. | 09256920 |
| Direkt Bild zu diesem Denkmal hochladen | Wohnhaus in halboffener Bebauung | Rudolf-Winkelmann-Straße 2 (Karte) | Mitte 19. Jahrhundert                                                                                                   | Gut erhaltenes, innerstädtisches Wohnhaus am Platz hinter der Kirche, ortsentwicklungsgeschichtliche und baugeschichtliche Bedeutung. Zwei Geschosse, fünf Achsen, Mansarddach mit zwei Mansardfenstern, Ladeneinbau der 1950er Jahre. | 09256918 |
|                                         | Wohnhaus (ehemals Diakonat) in halboffener Bebauung | Rudolf-Winkelmann-Straße 3 (Karte) | Um 1800 | Putzbau mit barockem Portal, als Geburtshaus des Bibliothekars Friedrich Adolf Ebert (1791–1834), einem der Begründer der Bibliothekswissenschaft, überregional bedeutend, als Dekanatshaus oder Diakonenhaus ortsgeschichtlich wichtig, Fassade von baukünstlerischem Wert. Zweigeschossig, fünf Achsen, Krüppelwalmdach mit Fledermausgauben, Renaissance-Portal in der Mittelachse mit Treppenaufgang, Putzfassade des 19. Jahrhunderts, alte Fenster. | 09256919 |
| Direkt Bild zu diesem Denkmal hochladen | Wohnhaus in offener Bebauung und in Ecklage, mit Einfriedung | Schillerstraße 12 (Karte) | Bezeichnet mit 1903 | Gehobenes Mietswohnhaus auffälligem Holzerker, baugeschichtliche Bedeutung. Gelber Klinkerbau mit Fachwerkdrempel und Fachwerkaufbauten. | 09259829 |
| Weitere Bilder                          | Wohnhaus in geschlossener Bebauung und in Ecklage | Schloßstraße 2 (Karte) | 1. Hälfte 19. Jahrhundert                                                                                               | Gut gegliedertes Bürgerhaus am Abzweig zum Schloss, städtebauliche und baugeschichtliche Bedeutung. Zwei Geschosse, 3 × 2 Achsen, Halbkrüppelwalmdach, Putzfassade, profiliertes Traufgesims, profilierte Fenstergewände, zum Teil alte Fenster, Reste eines Gesims zwischen den Geschossen. | 09256937 |
|                                         | Wohnhaus (mit Gaststätte Gerichtsschänke) in geschlossener Bebauung | Schloßstraße 6 (Karte) | Um 1800 | Gut gegliederter innerstädtischer Bau mit profilierten Gewänden, von ortsgeschichtlichem und bauhistorischem Wert. Zwei Geschosse, fünf Achsen, Eingang in der Mittelachse, traufständig mit Satteldach, barocke Fassadengliederung (saniert): profiliertes Traufgesims, geohrte Türrahmung mit Schlussstein, profilierte Fensterrahmungen mit Schlussstein. Alte Tür, zum Teil alte Fenster. | 09256941 |
|                                         | Wohnhaus in halboffener Bebauung | Schloßstraße 7 (Karte) | Anfang 19. Jahrhundert                                                                                                  | Ortstypisches innerstädtisches Gebäude direkt unterhalb des Schlosses, zur ersten Wiederaufbauphase nach dem Stadtbrand des 18. Jahrhunderts gehörend, baugeschichtlich von Bedeutung. Zwei Geschosse, fünf Achsen, Eingang in der Mittelachse, traufständig mit Halbkrüppelwalmdach, Reste der Putzgliederung, alte Fenster. | 09256940 |
| Weitere Bilder                          | Rathaus, seitlicher Torbogen und zwei aneinandergebaute Hofgebäude (heute Polizeigebäude) | Schloßstraße 13 (Karte) | Bezeichnet mit 1911–1913                                                                                                | Imposantes öffentliches Bauwerk der Reformstil-Architektur nach 1900, erbaut als Amtsgericht Taucha, seit 1934 Rathaus, ortshistorische und baugeschichtliche Bedeutung. - Rathaus: drei Geschosse, Mansarddach mit Schopf, Dachhaus mit aufgesetztem Mittelgiebel, rechts Eckpavillon mit vier Geschossen, Dachreiter mit Zwiebelhaube, Gebäudesockel aus Naturstein, gegliederte Putzfassade mit profiliertem Gesims im ersten und zweiten Obergeschoss, Traufgesims, Portalvorbau mit Wappentafel, links zweigeschossiger Vorbau auf zwei Säulen ruhend mit Eingang, geschwungenes Hoftor - Hofgebäude: drei Geschosse, fünf Achsen, Mansarddach, rechte Ecke mit Treppenhaus turmartig ausgebildet, eingeschossiger Anbau mit Mansarddach | 09256938 |
| Weitere Bilder                          | Wohnhaus in offener Bebauung mit Einfriedung | Sommerfelder Straße 7 (Karte) | Um 1930 | Villenartiges Haus mit streng geometrischen Gliederungselementen, baugeschichtliche Bedeutung. Zweigeschossig, zweiachsig, Satteldach mit Mansardgaube, Eingang mit Treppenaufgang und aufwendiger Klinkerrahmung, Architrav am Giebelansatz mit profilierten Gesimsen, an der rechten Seite dreieckiger Erker im Erdgeschoss, originale Fenster. | 09257025 |
| Weitere Bilder                          | Wohnhaus in offener Bebauung | Sommerfelder Straße 16 (Karte) | Bezeichnet mit 1906 | Putz-Klinker-Fassade mit aufwendigem Stuckdekor und Hängegiebel des Mittelrisalites, baugeschichtliche Bedeutung. Zweigeschossig, fünfachsig, Krüppelwalmdach mit stehenden Gauben, kräftiger, zweiachsiger Mittelrisalit mit Zierverbretterung im Giebel, im Erdgeschoss verputzt mit segmentbogigen Fenstern, im Obergeschoss Klinker mit aufwendiger historistischer Putzgliederung: profilierte Gesimse zwischen den Geschossen, Sohlbänke auf skulpierten Konsolen, profilierte Fensterrahmungen mit Giebelverdachungen, im Risalit rundbogig, Füllungen mit ornamentalen Reliefs, Eckverquaderung, alte Fenster. | 09257026 |
| Direkt Bild zu diesem Denkmal hochladen | Reste der Stadtbefestigungsanlage | Spittelberg (Karte) | 14./15. Jahrhundert | Von ortsgeschichtlicher Bedeutung Bruchstein | 08971970 |
| Direkt Bild zu diesem Denkmal hochladen | Mietshaus in halboffener Bebauung und in Ecklage, bauliche Einheit mit Lindnerstraße 1 | Südstraße 5 (Karte) | Um 1915 | Bewegte, stark gegliederte Fassade mit Eckturm, Balkonen, Schaugiebel, prägt den Lindnerplatz, bemerkenswerte Reformstil-Architektur, baugeschichtliche Bedeutung. Dreigeschossig, Halbwalmdach über Eck geführt, rechts Balkone im Zwickel eines Rücksprungs, polygonaler, eckturmartiger Erker als verschiefertes Dachhaus fortgeführt, vierachsiger Risalit zum Lindnerplatz, rechte Risalitachse zurückspringend. | 09257008 |
| Direkt Bild zu diesem Denkmal hochladen | Doppelmietshaus in offener Bebauung | Südstraße 7, 9 (Karte) | Um 1900 | Prachtvolle neobarocke Klinkerfassade mit reichem Stuckdekor, baugeschichtliche Bedeutung. Dreigeschossig, sechsachsig, Mansarddach, Mansardfenster mit Zierverbretterung des Giebels, Putz-Klinkerfassade mit Stockgesims, profiliertes Traufgesims auf Konsolen, geohrte Fensterrahmungen mit Zierelementen unter den Sohlbänken, Fensterverdachungen im ersten Obergeschoss mit Voluten und Frauenköpfen darunter. | 09257013 |
| Direkt Bild zu diesem Denkmal hochladen | Mietshaus in geschlossener Bebauung | Südstraße 12 (Karte) | Um 1905 | Gut gegliederte Fassade mit originalem Jugendstildekor, baugeschichtliche Bedeutung. Putz-Klinker-Fassade mit Neorenaissance-Gliederung, Jugendstil-Tür mit figürlichem Schlussstein. | 09257028 |
| Direkt Bild zu diesem Denkmal hochladen | Ehemaliges Hotel Sächsischer Hof in halboffener Bebauung und in Ecklage | Südstraße 16 (Karte) | Um 1915 | Stattlicher Bau mit neoklassizistischer Putzfassade und Laden-Vorbau, markante Lage gegenüber dem Bahnhof, baugeschichtliche Bedeutung. Dreigeschossig, 3 + 4 Achsen, Walmdächer, rechts Eckrisalit daneben eingeschossige Ladenkolonnade an der Ecke, diese mit stämmigen Säulen, Putzfassade mit Resten der Pilastergliederung, Interkolumnien kassettiert und mit geometrischen Mustern gefüllt. | 09257032 |
|                                         | Kapelle und zwei Grabmale eines Friedhofes | Wallstraße 1a (Karte) | 1814 (Grabmal Manteuffel); 1816 (Grabmal Bogue); 3. Drittel 19. Jahrhundert (Friedhofskapelle)                          | Neogotische Kapelle, Grabmale für den russischen General Gotthard Johann Graf Manteuffel und den englischen Kommandeur Captain Richard Bogue auf dem Friedhof Taucha zum Gedenken an die Kämpfe der Völkerschlacht bei Leipzig 1813, ortsgeschichtliche Bedeutung. - Friedhofskapelle: kleiner Saalbau mit Satteldach und Spitzbogenportal - Friedhofswärterhaus: eingeschossig, zweiachsig, Krüppelwalmdach, Putzfassade: Traufgesims, Reste der Pilastergliederung - Wirtschaftsgebäude: großes, scheunenartiges Gebäude mit großen Toren auf die Wallstraße | 09257012 |
| Direkt Bild zu diesem Denkmal hochladen | Wohnhaus in offener Bebauung | Wallstraße 5 (Karte) | 2. Hälfte 19. Jahrhundert                                                                                               | Wohl Handwerkerhaus, Lehmbauweise, markante Dachaufbauten, baugeschichtliche Bedeutung. Eingeschossig, dreiachsig, Satteldach, jeweils eine stehende Gaube flankiert ein kleines Dachhaus mit Mittelgiebel, Klappläden und alte Fenster. | 09257015 |
| Direkt Bild zu diesem Denkmal hochladen | Mietshaus (mit drei Hausnummern) in offener Bebauung | Windmühlenstraße 4, 6, 8 (Karte) | Um 1915 | Imposanter Mietshauskomplex mit Seitenrisaliten und Putzfassade mit schlichter Gliederung, Reformstil-Architektur, baugeschichtliche Bedeutung. Eckhaus des Komplexes Nummer 4–8, dreigeschossig, dreiachsig, giebelständig, Mansarddach mit Schopf, ornamentale Giebelrahmung, Putznutung im Erdgeschoss, profiliertes Gesims zwischen Erdgeschoss und erstem Obergeschoss, Fensterachsen des ersten und zweiten Geschosses durch Putzrahmung zusammengefasst, Putz-Spiegel unter den Fenstern im zweiten Obergeschoss. | 09257051 |

### Ehemalige Denkmäler (Taucha)
| Bild                                    | Bezeichnung                                                     | Lage                            | Datierung             | Beschreibung | ID       |
| --------------------------------------- | --------------------------------------------------------------- | ------------------------------- | --------------------- | --- | -------- |
| Direkt Bild zu diesem Denkmal hochladen | Ehemalige Blaukreuz-Kapelle im Garten                           | Heinrich-Zille-Winkel 5 (Karte) | Um 1900               | Fachwerkbau mit Türmchen, erbaut für Alkoholkranke durch die Diakonie, ortsgeschichtliche Bedeutung. Geschlossener, gut erhaltener Stadtbauernhof (Fachwerk- und Lehmbauweise), im Kern vermutlich älter. - Bauernhaus: zwei Geschosse, L-förmiger Grundriss, zwei aufeinanderstoßende Satteldächer, Obergeschoss vermutlich Fachwerk unter Putz, Fachwerkgiebel, profiliertes Traufgesims, profiliertes Stockgesims, profilierte hölzerne Fenstergewände, alte Fenster - Torbogen gehört zu Nummer 4 Bauernhaus vor 2014 abgebrochen, Kapelle blieb erhalten und wurde zum Einfamilienhaus umgebaut. Zwischen 2020 und 2024 aus der Denkmalliste gestrichen. | 09256947 |
| Direkt Bild zu diesem Denkmal hochladen | Wohnhaus in halboffener Bebauung                                | Leipziger Straße 15 (Karte)     | Mitte 19. Jahrhundert | Markantes innerstädtisches Gebäude, vielleicht Ackerbürgerhaus, straßenbildprägend, baugeschichtliche Bedeutung; 2015 abgerissen. Zweigeschossiger Putzbau, Satteldach. | 09259845 |
| Direkt Bild zu diesem Denkmal hochladen | Mietshaus in geschlossener Bebauung                             | Leipziger Straße 62 (Karte)     | Um 1900               | Gut gegliederte Putz-Klinker-Fassade der Jahrhundertwende, baugeschichtliche Bedeutung. Dreigeschossig, 2+2+1+2+2 Achsen, Satteldach, zwei zweiachsige Eckrisalite, Tordurchfahrt, Erdgeschoss mit Putznutung, Stockgesims, Obergeschosse Klinker, aufwendiges Klinkertraufgesims, profilierte Sohlbänke, Fensterverdachungen der Eck- und Mittelachse. Im August 2022 abgerissen. | 09257117 |
| Direkt Bild zu diesem Denkmal hochladen | Ackerbürgerhaus in offener Bebauung, mit seitlicher Toreinfahrt | Marktstraße 2 (Karte)           | Mitte 19. Jahrhundert | Typisches, gut erhaltenes Ackerbürgerhaus, ortsentwicklungsgeschichtliche und baugeschichtliche Bedeutung. Zweigeschossig, fünfachsig, Satteldach, alte Fenster. Zwischen 2017 und 2020 abgerissen. | 09256994 |

## Cradefeld
| Bild | Bezeichnung                                                                            | Lage                  | Datierung                  | Beschreibung | ID       |
| ---- | -------------------------------------------------------------------------------------- | --------------------- | -------------------------- | --- | -------- |
|      | Wohnhaus, Scheune, Seitengebäude und Hofmauer des Gutes Cradefeld                      | Dorfstraße 9 (Karte)  | Frühes 19. Jahrhundert     | Wuchtiger, markanter Stall- und Scheunenkomplex der alten Schäferei eines Gutes, ortsgeschichtliche Bedeutung. - große Scheune links: Bruchstein mit Ziegelausflickungen, Eckverquaderung, Walmdach, profiliertes Traufgesims, zwei große und ein kleines segmentbogiges Tor - Stall: Bruchstein, Krüppelwalmdach, Dachaufzüge, zwei Tore, Verbindungsbau in Fachwerkkonstruktion - Wohnhaus: eingeschossig, Satteldach | 09257071 |
|      | Häuslerhaus                                                                            | Dorfstraße 18 (Karte) | Anfang 19. Jahrhundert     | Eingeschossiges Gebäude, weitgehend original erhalten, sozialgeschichtliche Bedeutung. Krüppelwalmdach, vermutlich Lehmmauerwerk, vermutlich ursprünglich eines der Schäferhäuser. | 09257072 |
|      | Wohnhaus, Seitengebäude und Einfriedung einer ehemaligen Försterei des Gutes Cradefeld | Försterweg 1 (Karte)  | Ende 19. Jahrhundert       | Wohnhaus gründerzeitlicher Klinkerbau, qualitätvolle, wenig veränderte Anlage, baugeschichtliche und ortsgeschichtliche Bedeutung. - Wohnhaus: zweigeschossig, dreiachsig, abgewalmtes Mansarddach, Klinkerbau mit aufgeputzter historischer Gliederung: profiliertes Traufgesims auf skulpierten Konsolen, profiliertes Gesims zwischen den Geschossen, profilierte Fensterrahmungen, im Obergeschoss mit Schlussstein - Scheune und Stallungen: Satteldach, Klinkerbau mit reicher Gliederung an Traufgesims und Öffnungen | 09257079 |
|      | Ehemalige Försterei                                                                    | Försterweg 2 (Karte)  | 3. Drittel 18. Jahrhundert | Barocke Anlage, vielleicht später Inspektorenhaus des benachbarten Gutes, ortsgeschichtliche und baugeschichtliche Bedeutung. - Jägerhaus: zweigeschossig, dreiachsig, abgewalmtes Mansarddach mit Fledermausgauben, profiliertes Traufgesims, profilierte Hausteinfenstergewände - Stall: Halbkrüppelwalmdach mit Fledermausgauben, Bruchstein mit Ziegelausflickungen, profiliertes Traufgesims, Eckverquaderung | 09257080 |

## Dewitz / Döbitz
| Bild           | Bezeichnung                                                                                              | Lage                    | Datierung                                                               | Beschreibung | ID       |
| -------------- | --- | ----------------------- | ----------------------------------------------------------------------- | --- | -------- |
|                | Häuslerhaus, Seitengebäude und Hoftor eines Häusleranwesens                                              | An den Höfen 1 (Karte)  | 1. Hälfte 19. Jahrhundert                                               | Alte Ortslage Dewitz, typisches und gut erhaltenes Häusleranwesen am Dorfteich, sozialgeschichtlich von Bedeutung. Eingeschossig, Satteldach, Traufgesims, alte Fenster. | 09257105 |
| Weitere Bilder | Pfarrhaus, mit Einfriedung und Vorgarten                                                                 | An den Höfen 13 (Karte) | 19. Jahrhundert                                                         | Alte Ortslage Dewitz, zeittypischer Putzbau, neben der Kirche, ortsgeschichtlich und baugeschichtlich von Bedeutung. Zweigeschossig, vier und eine Achse, Walmdach, Portal rechts in einem risalitartigen Vorsprung, darüber gekoppeltes, doppeltes Rundbogenfenster mit Pfeilerchen und profilierten Kämpfern, Traufgesims auf skulpierten Konsolen, profiliertes Gesims zwischen den Konsolen, Bruchsteinsockel. | 09257103 |
| Weitere Bilder | Wohnhaus, Seitengebäude, Scheune und Toreinfahrt eines ehemaligen Vierseithofes                          | An den Höfen 14 (Karte) | Ende 19. Jahrhundert                                                    | Alte Ortslage Dewitz, große, architektonisch reich gestaltete Hofanlage, Wohnhaus gut gegliederter Putzbau, Scheune in Bruchsteinmauerwerk, baugeschichtlich von Bedeutung. - Wohnhaus: zweigeschossig, fünfachsig, Satteldach, historistische Putzgliederung: profiliertes Traufgesims, Gesims zwischen den Geschossen, Sohlbankgesims auf skulpierten Konsolen im Obergeschoss, profilierte Fensterrahmungen, im Obergeschoss mit Gebälk und Reliefs darunter, Bruchsteinsockel - Wirtschaftsgebäude: Bruchstein mit Ziegelgewänden der Öffnungen, Ziegeltraufgesims, Tore korbbogig, Satteldächer, Fledermausgauben | 09257100 |
| Weitere Bilder | Martin-Luther-Kirche Dewitz (mit Ausstattung) und Kirchhof mit Einfriedungsmauer und einem alten Grabmal | An den Höfen 15 (Karte) | Um 1280, später überformt (Kirche); 1. Hälfte 19. Jahrhundert (Grabmal) | Alte Ortslage Dewitz, romanische Saalkirche mit eingezogenem querrechteckigem Chor, Apsis und Westturm, verputzter Feldsteinbau, ortsgeschichtlich, ortsbildprägend und baugeschichtlich von Bedeutung. Letzte Restaurierung 1989–1995. Westempore: Kanzel mit Darstellung des Weltenrichters und Moses mit den Gottestafeln (um 1600), stammt aus der Kirche zu Knautkleeberg. | 09257102 |
|                | Herrenhaus des ehemaligen Rittergutes Döbitz (Sattelhof Döbitz)                                          | Sattelhof 4 (Karte)     | 1. Hälfte 20. Jahrhundert, im Kern vermutlich älter                     | Alte Ortslage Döbitz, Putzbau mit Mansard-Walmdach, ortsgeschichtliche Bedeutung. Zweigeschossiger Putzbau, Gaubenreihen, stark überformt. | 09259861 |

## Graßdorf
| Bild | Bezeichnung                                                                              | Lage                    | Datierung                                   | Beschreibung | ID       |
| ---- | ---------------------------------------------------------------------------------------- | ----------------------- | ------------------------------------------- | --- | -------- |
|      | Verwaltungsgebäude einer Fabrik (Mitteldeutsche Motorenwerke, MIMO)                      | Am Veitsberg (Karte)    | Nach 1935                                   | Zeittypischer Klinkerbau der 1930er Jahre, baugeschichtlich und ortsgeschichtlich von Bedeutung. Bedeutender Rüstungsbetrieb des Dritten Reiches. | 09305651 |
|      | Herrenhaus und nördliches Wirtschaftsgebäude des ehemaligen Rittergutes (später Ratsgut) | Am Volksgut 2 (Karte)   | 2. Hälfte 18. Jahrhundert, später überformt | Herrenhaus barocker Putzbau, konstituiert das Dorfbild, von großer ortsgeschichtlicher Bedeutung. - Gutshaus: zweigeschossig, siebenachsig, Krüppelwalmdach, Zwerchhaus in der Mittelachse beider Traufseiten, diese mit reich profilierten, geschwungenen Giebeln, profiliertes Traufgesims, Wappenschild an der Straßenfassade in Zweitverwendung - Scheune: Bruchstein mit Ziegelausflickungen, Mansarddach mit Schopf und Dachaufzügen - Stallungen: eingeschossig, Satteldach mit Dachaufzügen, Klinkerbau mit profiliertem Traufgesims und Lisenengliederung | 09257057 |
|      | Transformatorenstation                                                                   | Seegeritzer Weg (Karte) | Um 1910                                     | Zeugnis der regionalen Elektrifizierung, technik- und versorgungsgeschichtliche Bedeutung. Transformatorenhäuschen mit Stützpfeilern an den Ecken, Turm, Putzfassade, Zeltdach und bemaltem Traufkasten, saniert. | 09255991 |

## Merkwitz
| Bild                                    | Bezeichnung | Lage                             | Datierung                                                                             | Beschreibung | ID       |
| --------------------------------------- | --- | -------------------------------- | ------------------------------------------------------------------------------------- | --- | -------- |
| Weitere Bilder                          | Bockwindmühle (Alte Salzstraße 1a) und Speicher (An der Mühle Merkwitz 35) eines Mühlenanwesens | Alte Salzstraße 1a (Karte)       | Ende 19. Jahrhundert                                                                  | Ortsbildprägend und von technikgeschichtlicher Bedeutung. Klinkerbau, Dach, Flügel fehlen. | 09257070 |
|                                         | Villa einer ehemaligen Brauerei | Alte Salzstraße 6 (Karte)        | 1863 und später                                                                       | Klinkerbau mit Putzgliederung, baugeschichtlich und ortsgeschichtlich von Bedeutung. - Villa: zweigeschossig, eine und eine bzw. eine und drei Achsen, Walmdach, Klinkerbau mit Putzgliederung, profiliertes Traufgesims auf Konsolen, profiliertes Gesims zwischen den Geschossen, Sohlbankgesims, Eckverquaderung, Fensterverdachung mit Sprengbögen auf Konsolen, Spiegel unter den Fenstern des Obergeschosses, eckrisalitartiger Vorsprung - Brauhaus mit Glockenturm und Wohn- und Wirtschaftsgebäude (Objekt 09257061, Alte Salzstraße 4) wurden am 5. April 1999 abgebrochen | 09303096 |
|                                         | Herrenhaus (Nr. 2) und zwei Wirtschaftsgebäude (Nr. 1 und Nr. 3) des ehemaligen Gutes, mit zwei Toranlagen (zur Straße und zum Park), Einfriedung zur Straße sowie Hofpflasterung, Vorgarten und Gutspark | Am Park 1, 2, 3 (Karte)          | Im Kern 18. Jahrhundert (Wirtschaftsgebäude); 3. Drittel 19. Jahrhundert (Herrenhaus) | Herrenhaus ein historisierender Putzbau mit Ziergiebeln, das Dorf prägende Gutsanlage mit guter Qualität, vermutlich seit 1438 im Besitz der Leipziger Universität, von ortsgeschichtlicher und baugeschichtlicher Bedeutung, zweigeschossige Gebäude. - Nummer 1: Halbwalmdach, mittelrisalitartiges Zwerchhaus mit Zierpilonen auf dem Giebel, profiliertes Traufgesims, profilierte Fensterrahmungen im Erdgeschoss segmentbogig, Vordach über dem Eingang - Nummer 2: rechtwinkelig angesetzt, Halbwalmdach mit Fledermausgauben und Zwerchhaus, dessen Giebel und der Hauptgiebel geschwungen mit neorenaissancistischen Pilonen, Eingang in großer segmentbogiger tonnengewölbter Nische - Treppenhaus im Winkel zwischen Nummer 1 und 2 mit schmiedeeisernem Fenster - unterkellerte Freiterrasse bei Nummer 2 - Pumpe im Hof vor 2014 abgebrochen | 09257062 |
| Direkt Bild zu diesem Denkmal hochladen | Zwei aneinandergebaute Wohnhäuser, Scheune, zwei aneinandergebaute Seitengebäude, Hoftor und Pflasterung eines ehemaligen Vierseithofes                                                                   | Am Ring 4 (Karte)                | Um 1800 (Bauernhaus); um 1900 (Seitengebäude)                                         | Geschlossene, gut erhaltene große Hofanlage am Dorfanger, Scheune mit Schaugiebel, baugeschichtlich von Bedeutung. - linkes Wohnhaus: zweigeschossig, fünfachsig, Satteldach, profiliertes Traufgesims, rechtes Wohnhaus, niedriger und älter, zweigeschossig und fünf unsymmetrische Achsen mit zum Teil kleinen Fenstern, Schopfwalmdach, profiliertes Traufgesims, zum Teil alte Fenster - Stallungen: zweigeschossig, Satteldach, Ziegelbau, profiliertes Ziegeltraufgesims, profiliertes Gesims zwischen den Geschossen, segmentbogige Zugänge - Scheune: mit Schaugiebel, Lisenen und Gesimsgliederung - westliches kleines Seitengebäude vor 2014 abgebrochen | 09257063 |
| Direkt Bild zu diesem Denkmal hochladen | Wohnhaus und Einfriedungsmauer mit Hoftor eines ehemaligen Dreiseithofes sowie Handschwengelpumpe und Hofbaum vor dem Tor                                                                                 | Am Ring 16 (Karte)               | 1. Hälfte 19. Jahrhundert                                                             | Eine der ältesten erhaltenen Hofanlagen am Dorfanger, zweigeschossiger regionaltypischer Lehmbau, baugeschichtlich von Bedeutung. Zweigeschossig, Satteldach, Lehmmauerwerk mit Ziegelausflickungen, profiliertes Traufgesims, alte Fenster. Markanter Hofbaum (Schwarznuss/Juglans nigra) unmittelbar am Tor mit ortsbildprägender Wirkung. | 09257066 |
| Direkt Bild zu diesem Denkmal hochladen | Wohnhaus, Seitengebäude, Scheune, Einfriedung und Hoftor eines Dreiseithofes | Am Ring 17 (Karte)               | Bezeichnet mit 1879, im Kern älter (Bauernhaus); um 1900 (Scheune)                    | Wohnhaus ein ortstypischer Putzbau, Scheune ein Ziegelbau, markante, geschlossene Hofanlage am Dorfanger, baugeschichtlich von Bedeutung. - Wohnhaus: zweigeschossig, Krüppelwalmdach mit halbrundem Fenster im Giebel, profiliertes Traufgesims - Scheune: Satteldach, Klinker mit Klinkergliederung aus Traufgesims und Lisenen - Stallungen: zweigeschossig, gegliedert wie die Scheune | 09257067 |
|                                         | Bockwindmühle (Alte Salzstraße 1a) und Speicher (An der Mühle Merkwitz 35) eines Mühlenanwesens | An der Mühle Merkwitz 35 (Karte) | Bezeichnet mit 1940                                                                   | Ortsbildprägend und von technikgeschichtlicher Bedeutung | 09257070 |

## Plösitz
| Bild           | Bezeichnung                   | Lage                      | Datierung                 | Beschreibung | ID       |
| -------------- | ----------------------------- | ------------------------- | ------------------------- | --- | -------- |
| Weitere Bilder | Wohnhaus eines Mühlenanwesens | Wurzner Straße 31 (Karte) | Um 1905                   | Historistische Putzfassade, zeittypisches Müllerhaus in markanter Lage am Ortseingang, baugeschichtliche Bedeutung. T-förmiger Grundriss, Kopfbau dreigeschossig mit Zwerchgiebel auf Pilastern und Konsolen, Rückflügel zweigeschossig, Satteldächer mit Giebelzierbrettern, Traufgesims, Putzgliederung mit Treppung am Giebel, Bändern zwischen den Geschossen, aufwendiger Eckbetonung am ersten und zweiten Obergeschoss, Diamantbossen, Fenstergliederung mit profilierter Sohlbank, Gebälk oder Sprenggiebel, durch Sanierung erheblich verändert. | 09257108 |
| Weitere Bilder | Gasthof mit Saal-Anbau        | Wurzner Straße 33 (Karte) | 1. Hälfte 19. Jahrhundert | Alter Dorfgasthof in exponierter Lage im Dorfzentrum, ortsgeschichtliche Bedeutung. Zweigeschossig, sechs unsymmetrische Achsen, Krüppelwalmdach, zum Teil alte Holzfenstergewände, Saalbau mit gerundeter Ecke, eingeschossig, große Fenster mit Zierklinkergewände. | 09257109 |
| Weitere Bilder | Häuslerhaus                   | Wurzner Straße 34 (Karte) | Mitte 19. Jahrhundert     | Eingeschossiges Gebäude mit markantem Dach, typisches Häusleranwesen, sozialgeschichtliche Bedeutung. Putzbau, steiles Satteldach. | 09257146 |

### Ehemaliges Denkmal (Plösitz)
| Bild                                    | Bezeichnung                                                          | Lage                       | Datierung                                                          | Beschreibung | ID       |
| --------------------------------------- | -------------------------------------------------------------------- | -------------------------- | ------------------------------------------------------------------ | --- | -------- |
| Direkt Bild zu diesem Denkmal hochladen | Wohnhaus, Scheune, zwei Seitengebäude und Hoftor eines Vierseithofes | Wurzner Straße 32a (Karte) | 1. Hälfte 19. Jahrhundert (Wohnstallhaus); um 1905 (Seitengebäude) | Markante Gebäudegruppe, Seitengebäude in Klinkermauerwerk, ortsbildprägend, baugeschichtliche Bedeutung (Abbruch des Vierseithofes 1999 genehmigt). - Wohnhaus: zweigeschossig, achtachsig, Krüppelwalmdach, alte Fenster, profiliertes Traufgesims - Wirtschaftsgebäude: Satteldach, Klinkermauerwerk mit Lisenengliederung und profiliertem Ziegeltraufgesims und profiliertem Ziegelgesims zwischen den Geschossen, segmentbogige Öffnungen, Schaugiebel zur Straße 2021 abgerissen. | 09257110 |

## Pönitz
| Bild                                    | Bezeichnung                                                                                           | Lage                           | Datierung                                        | Beschreibung | ID       |
| --------------------------------------- | --- | ------------------------------ | ------------------------------------------------ | --- | -------- |
| Direkt Bild zu diesem Denkmal hochladen | Wohnhaus eines Bauernhofes, später Gemeindeamt                                                        | Alte Dorfstraße 2 (Karte)      | Bezeichnet mit 1761, spätere Umbauten            | Eines der ältesten Bauernhäuser des Dorfes am Ortseingang, baugeschichtlich von Bedeutung. Zweigeschossig, Krüppelwalmdach, Lehmmauerwerk, alte Fenster, Inschriftentafel mit Datierung. | 09257081 |
| Direkt Bild zu diesem Denkmal hochladen | Wohnstallhaus, Hofmauer mit Toreinfahrt und Pforte sowie Seitengebäude eines ehemaligen Dreiseithofes | Alte Dorfstraße 8 (Karte)      | Um 1800 (Wohnstallhaus); um 1900 (Seitengebäude) | Vermutlich ältester erhaltener Hof des Ortes, Wohnstallhaus in Lehm- und Fachwerkbauweise, Seitengebäude in Ziegelbauweise mit Ziergiebel, baugeschichtlich von Bedeutung. - Wohnstallhaus: zweigeschossig, giebelständig, Krüppelwalmdach, Lehmmauerwerk im Erdgeschoss, Obergeschoss Fachwerk unter Putz - Wirtschaftsgebäude: zweigeschossig, Pultdach, gelber Klinker mit Bruchsteinsockel, Ziergiebel, profiliertes Gesims zwischen den Geschossen | 09257089 |
|                                         | Wohnhaus und Hoftor eines Dreiseithofes                                                               | Alte Dorfstraße 12 (Karte)     | Um 1800                                          | Einziges Haus des Dorfes mit sichtbarem Fachwerkobergeschoss, markante Lage an der Biegung der Dorfstraße, ortsbildprägend und baugeschichtlich von Bedeutung. Zweigeschossig, Satteldach, Lehmmauerwerk im Erdgeschoss, im Obergeschoss Fachwerk, einriegelig, separate Fenstersturzriegel, traufseitig eck- und bundstrebig, alte Tür, zum Teil alte Fenster.                                                                                         | 09257085 |
| Direkt Bild zu diesem Denkmal hochladen | Wohnstallhaus und Torbogen eines Bauernhofes                                                          | Alte Dorfstraße 14 (Karte)     | Um 1880                                          | In Ziegelbauweise, geschlossene, eindrückliche Hofanlage, baugeschichtlich von Bedeutung. Anderthalbgeschossig, Satteldach mit Dachaufzügen, Ziegelmauerwerk mit Bruchsteinsockel, profiliertes Traufgesims, profiliertes Gesims zwischen den Geschossen, segmentbogige Fenster, bildete ursprünglich eine Einheit mit Nummer 12 (?). | 09257084 |
| Direkt Bild zu diesem Denkmal hochladen | Häuslerhaus mit Hoftor                                                                                | Gottscheinaer Straße 1 (Karte) | 1. Hälfte 19. Jahrhundert                        | Typisches und durch das Hoftor auffallendes Häusleranwesen, sozialgeschichtliche Bedeutung. Eingeschossig, giebelständig, Satteldach, Giebelgesims, Tor überdacht mit separater Fußgängertür, Lehmmauerwerk mit Ziegelausflickungen. | 09257087 |

## Seegeritz
| Bild                                    | Bezeichnung | Lage                      | Datierung                                                                 | Beschreibung | ID       |
| --------------------------------------- | --- | ------------------------- | ------------------------------------------------------------------------- | --- | -------- |
| Weitere Bilder                          | Katharinenkirche (mit Ausstattung), Kirchhof mit Aufbahrungshalle und Kriegerdenkmal für die Gefallenen des Ersten Weltkrieges sowie Aussichtsbank | Am Gemeindeberg (Karte)   | 19. Jahrhundert, im Kern älter (Kirche); um 1920 (Kriegerdenkmal)         | Ortsgeschichtlich und baugeschichtlich von Bedeutung. - Kirche: kleiner Saalbau, polygonaler Chor mit Strebepfeilern, Satteldach, Sakristei, Eingangshalle, hohe segmentbogige Fenster - Kapelle: kleiner quadratischer Bau mit Satteldach, Treppengiebel, spitzbogigem Eingang und Blendspitzbögen - Grabsteine - Aussichtsbank aus Bruchsteinen und Findlingen mit Blick über den Dorfteich | 09257059 |
| Direkt Bild zu diesem Denkmal hochladen | Wohnhaus mit Garten | Am Gemeindeberg 2 (Karte) | 2. Hälfte 19. Jahrhundert                                                 | Putzbau mit Mansarddach, ortsbildprägende Lage neben der Kirche, baugeschichtlich von Bedeutung. Mit Auffahrt und Baumbestand, Wohnhaus zweigeschossig, dreiachsig, abgewalmtes Mansarddach, Mansardfenster mit Giebeln, rundbogige Fenster im Erdgeschoss, segmentbogige im Obergeschoss, profilierte Fensterrahmungen, profiliertes Traufgesims, geknickter Treppenaufgang und hölzerne Eingangslaube, rückseitig jüngerer Anbau. Der Garten lässt im heutigen Zustand keine Hinweise auf eine historische Gestaltung erkennen (Flächenbefestigungen und Einfriedung modern, kein Altbaumbestand, Schwimmbecken und Carport ergänzt), er ist in erster Linie als Umgebung des Wohnhauses von Bedeutung (unbebauter Freiraum in Nachbarschaft zum Kirchhof). Mit der oben erwähnten Auffahrt ist möglicherweise der Zufahrtsweg Am Gemeindeberg zum Kirchhof gemeint (Flurstück Nummer 152/14, befestigt mit Naturstein-Polygonalpflaster, nicht Bestandteil des Denkmals). | 09257060 |
| Direkt Bild zu diesem Denkmal hochladen | Wohnstallhaus, Scheune, Seitengebäude und Hofmauer eines Dreiseithofes                                                                             | Hauptstraße 1 (Karte)     | 1. Hälfte 19. Jahrhundert (Wohnstallhaus); Ende 19. Jahrhundert (Scheune) | Sehr geschlossene Hofanlage am Ortseingang, ortsentwicklungsgeschichtliche Bedeutung. - Wohnhaus: eingeschossig, Satteldach mit Fledermausgauben und Dachaufzug, Lehmmauerwerk, Fachwerkgiebel, bis auf die Umfassungsmauern abgebrochen und neu aufgebaut oder gänzlich durch einen Neubau ersetzt (2014 festgestellt) - Scheune: Satteldach, Klinkerbau, profiliertes Ziegeltraufgesims, zwei große Tore - Wirtschaftsgebäude: Satteldach mit Quergiebel und Dachaufzug, verputztes Ziegelmauerwerk | 09257054 |
|                                         | Wohnhaus eines Mühlenanwesens | Hauptstraße 12 (Karte)    | 19. Jahrhundert                                                           | Von ortsgeschichtlicher Bedeutung. Zweigeschossiger Putzbau mit Satteldach, ehem. Mühle, alte Tür mit Porphyrtuffgewände. | 08970577 |

## Sehlis
| Bild           | Bezeichnung | Lage                       | Datierung | Beschreibung | ID       |
| -------------- | --- | -------------------------- | --- | --- | -------- |
| Weitere Bilder | Wohnhaus, Auszugshaus mit daran angebautem Seitengebäude und Hoftor eines Bauernhofes                                                        | Gutsweg 3 (Karte)          | Bezeichnet mit 1892 | Ehemals geschlossener, gut erhaltener Hofkomplex, charakteristisch gestaltete historistische Fassade, baugeschichtliche Bedeutung. - Wohnhaus: zweigeschossig, Mittelrisalit, zwei und eine und zwei Achsen, Satteldach, Klinkerfassade, profiliertes Traufgesims, Stockgesims, Fensterrahmungen, Wirtschaftsgebäude: Satteldächer, Klinkermauerwerk, Traufgesims mit Formsteinen - Scheune und zweites Seitengebäude vor 2014 abgebrochen | 09256972 |
|                | Häuslerhaus | Gutsweg 5 (Karte)          | Ende 19. Jahrhundert | Eingeschossiger Lehmbau, typisches, kaum verändertes Häusleranwesen, sozialgeschichtliche Bedeutung. Satteldach, Lehmmauerwerk. | 09256975 |
| Weitere Bilder | Katharinenkirche und Kirchhof Sehlis (Sachgesamtheit)                                                                                        | Lindenwinkel (Karte)       | Um 1250 (Kirche); 1. Hälfte 19. Jahrhundert (Kirchhofsmauer); bezeichnet mit 1912, im Kern älter (Kirchhofstor)                   | Sachgesamtheit Katharinenkirche und Kirchhof Sehlis, mit den Einzeldenkmalen: Kirche (mit Ausstattung), Kirchhofsmauer, Kirchhofstor, Grufthaus und Grabmäler (Einzeldenkmal 09256943) sowie Kirchhof (Gartendenkmal) und mit dem Sachgesamtheitsteil der ehemaligen Leichenhalle auf dem Kirchhof; romanische Saalkirche mit eingezogenem Chor und stämmigem Westturm, neogotisches Grufthaus auf dem Kirchhof, ortsgeschichtliche und baugeschichtliche Bedeutung. Der Kirchhof lässt im heutigen Zustand keine besondere (gärtnerische) Ausgestaltung erkennen, markiert aber eine besondere topographische Situation im Ortsbild (Kirchhügel). | 09305114 |
| Weitere Bilder | Kirche (mit Ausstattung), Kirchhofsmauer, Kirchhofstor, Grufthaus und bedeutende Grabmäler (Einzeldenkmale zu ID-Nr. 09305114)               | Lindenwinkel (Karte)       | Um 1250 (Kirche); 1. Hälfte 19. Jahrhundert (Einfriedung); um 1890 (Grufthaus); bezeichnet mit 1912, im Kern älter (Kirchhofstor) | Einzeldenkmale der Sachgesamtheit Katharinenkirche und Kirchhof Sehlis; romanische Saalkirche mit eingezogenem Chor und stämmigem Westturm, neogotisches Grufthaus auf dem Kirchhof, ortsgeschichtliche und baugeschichtliche Bedeutung. - Kirche: Saalkirche mit geradem Schluss und Westturm, um 1250, Feldstein- und Bruchsteinkirche, seit Anfang der 1970er Jahre Grabungen in der Kirche, Inventar ausgelagert, mittlerweile zum Teil verloren, stämmiger Westturm, Kirche 1912 durch Sturm-Katastrophe (durch eine Windhose) schwer beschädigt, Neuguss der dritten fehlenden Bronzeglocke 2014 - Kirchhof: Grablege um 1890 auf dem Kirchhof (gotisch-romanischer Stil) der Wilhelmine Natalie Rübel, geborene Möbius, neogotische Gruftanlage, kastellartig, Ziegelmauerwerk mit Hausteinmaßwerk - Kirchhofmauer: Lehmmauerwerk (teilweise Stampflehmmauer), große Portalanlage | 09256943 |
| Weitere Bilder | Wohnstallhaus, Scheune, zwei Seitengebäude und Toranlage eines Vierseithofes                                                                 | Lindenwinkel 4 (Karte)     | 1. Hälfte 19. Jahrhundert (Wohnstallhaus); Ende 19. Jahrhundert (Scheune)                                                         | Eines der ältesten Gehöfte neben der Kirche, geschlossene, gut erhaltene Hofanlage, baugeschichtliche Bedeutung. - Wohnstallhaus: zweigeschossig, Krüppelwalmdach, profiliertes Traufgesims, vermutlich Lehmmauerwerk, zum Teil alte Fenster, seitlicher Anbau alt - Wirtschaftsgebäude: Satteldächer, verputztes Lehmmauerwerk, Ziegeltraufgesims | 09256945 |
|                | Gasthof „Zur Windhose“ mit Gasthaus, östlich anschließendem Saalbau, rückwärtigem Nebengebäude, südlicher Einfriedungsmauer sowie Plasterung | Sehliser Straße 10 (Karte) | Um 1800 (Gasthaus); um 1900 (Saal)                                                                                                | Als einstiger Mittelpunkt des dörflichen Lebens bau-, orts- und sozialgeschichtlich von Bedeutung | 09307561 |
|                | Wohnhaus, drei Seitengebäude, Scheune und Hofpflaster eines Vierseithofes                                                                    | Treesenweg 7, 9 (Karte)    | 3. Drittel 19. Jahrhundert | Wohnhaus mit historistischer Putzfassade, ein Seitengebäude mit Schaugiebel zur Straße, zeittypische, sehr geschlossene Hofanlage, baugeschichtliche Bedeutung. - Wohnhaus: zweigeschossig, 2 + 1 + 2 Achsen, Satteldach, Putzfassade mit Fensterrahmungen, profiliertes Traufgesims, Risalit mit hölzerner Vorlaube - Wirtschaftsgebäude: verputzter Klinker, Gliederung, Traufgesims auf Konsolen, korbbogige Tore, aufwendiger Schaugiebel | 09257002 |

## Tabellenlegende
- Bild: Bild des Kulturdenkmals, ggf. zusätzlich mit einem Link zu weiteren Fotos des Kulturdenkmals im Medienarchiv Wikimedia Commons. Wenn man auf das Kamerasymbol klickt, können Fotos zu Kulturdenkmalen aus dieser Liste hochgeladen werden:
- Bezeichnung: Denkmalgeschützte Objekte und ggf. Bauwerksname des Kulturdenkmals
- Lage: Straßenname und Hausnummer oder Flurstücknummer des Kulturdenkmals. Die Grundsortierung der Liste erfolgt nach dieser Adresse. Der Link (Karte) führt zu verschiedenen Kartendiensten mit der Position des Kulturdenkmals. Fehlt dieser Link, wurden die Koordinaten noch nicht eingetragen. Sind diese bekannt, können sie über ein Tool mit einer Kartenansicht einfach nachgetragen werden. In dieser Kartenansicht sind Kulturdenkmale ohne Koordinaten mit einem roten bzw. orangen Marker dargestellt und können durch Verschieben auf die richtige Position in der Karte mit Koordinaten versehen werden. Kulturdenkmale ohne Bild sind an einem blauen bzw. roten Marker erkennbar.
- Datierung: Baubeginn, Fertigstellung, Datum der Erstnennung oder grobe zeitliche Einordnung entsprechend des Eintrags in der sächsischen Denkmaldatenbank
- Beschreibung: Kurzcharakteristik des Kulturdenkmals entsprechend des Eintrags in der sächsischen Denkmaldatenbank, ggf. ergänzt durch die dort nur selten veröffentlichten Erfassungstexte oder zusätzliche Informationen
- ID: Vom Landesamt für Denkmalpflege Sachsen vergebene, das Kulturdenkmal eindeutig identifizierende Objekt-Nummer. Der Link führt zum PDF-Denkmaldokument des Landesamtes für Denkmalpflege Sachsen. Bei ehemaligen Kulturdenkmalen können die Objektnummern unbekannt sein und deshalb fehlen bzw. die Links von aus der Datenbank entfernten Objektnummern ins Leere führen. Ein ggf. vorhandenes Icon  führt zu den Angaben des Kulturdenkmals bei Wikidata.

## Ausführliche Denkmaltexte
1. ↑  Gefolgschaftshaus in Taucha (Am Ärztehaus 9):

Das an der Graßdorfer Straße in Taucha gelegene Gebäude mit Klinkerfassade wurde zwischen 1940 und 1943 als Gefolgschaftshaus mit Betriebsküche am ehemaligen Standort des Rüstungskonzerns Hugo Schneider AG (HASAG) errichtet. Zwischen 1935 und 1945 entwickelte sich Sachsen zu einem führenden Rüstungsindustriestandort. Vor allem im Großraum Leipzig entstanden Firmen, die sich auf die Produktion von Rüstungsgütern spezialisierten. Die HASAG, einer der größten Rüstungskonzerne mit Sitz in Leipzig konnte mit der Machtübernahme der Nationalsozialisten 1933 mit weiteren Großaufträgen rechnen. Unter dem Generaldirektor und späteren SS-Sturmbannführer Paul Budin, der das Stammwerk in Leipzig von 1935 bis 1939 umfassend ausbaute, stieg das Werk mit Hilfe von Zwangsarbeit zu einem der größten Rüstungsproduzenten im damaligen Deutschen Reich auf. Der seit Kriegsausbruch herrschende Arbeitskräftemangel wurde zunächst durch angeworbene ausländische Arbeitskräfte und sehr bald durch einen wachsenden Anteil von Zwangsarbeiterinnen und Zwangsarbeitern ersetzt, die in unweit des Stammwerks errichteten Barackenlagern untergebracht waren. Um der expandierenden Auftragslage zu begegnen, wurden weitere Produktionsstandorte im Raum Leipzig eingerichtet. 1937 erwarb die HASAG in der nahe gelegenen Kleinstadt Taucha mit Unterstützung der Stadtverwaltung das Grundstück der kurz zuvor geschlossenen Rauchwarenzurichterei und Färberei A. G. (Tarag), die sich in jüdischem Besitz befand. 1938 begann die Planung des Werkes durch das Baubüro der HASAG an der Graßdorfer Straße. Dafür wurden auf dem ehemaligen Tarag-Gelände mehrere Gebäude abgebrochen und eine neue Werkhalle mit weiteren Betriebsbauten errichtet. Einem Lageplan von 1944 ist zu entnehmen, dass das oben genannte Gebäude zu diesem Zeitpunkt fertiggestellt war und als Betriebsküche diente. Dabei handelt es sich um einen L-förmigen zweigeschossigen Stahlbetonskelettbau mit vorgeblendeter dunkelroter Klinkerfassade, die durch Lisenen und Doppelfensterpaare gegliedert wird. Den Abschluss bildet ein flaches Satteldach. Im Inneren haben sich neben dem Treppenaufgang mit Handlauf und gefliesten Seitenwänden einige historische Türen erhalten. Größe und architektonische Gestaltung des Gebäudes sprechen für eine Bauzeit Anfang der 1940er Jahre. Die Anbauten an der Nord- und Westseite sind zu einem späteren Zeitpunkt hinzugefügt worden. Abgesehen davon wurden aufgrund der späteren Nutzung als Poliklinik und Ärztehaus im Inneren räumliche Veränderungen vorgenommen. Auch wenn es zum Gebäude keine Baupläne gibt, konnte seine damalige Funktion ermittelt werden. Nach einem im März 1942 erschienenen Artikel in der HASAG-Werkszeitung handelte es sich um ein Gefolgschaftshaus mit Werksküche. Gefolgschaftshäuser werden definiert als Sozialbauten für die Betriebsbelegschaften in der NS-Zeit. Auch hier sollte die seinerzeit propagierte Gemeinschaft des deutschen Volkes gelebt und gestärkt werden. Dabei stand deren Einrichtung im krassen Gegensatz zu der Beschäftigung von tausenden Zwangsarbeiterinnen und Zwangsarbeitern, Kriegsgefangenen und KZ-Häftlingen der HASAG in Taucha. Nach dem Ende des Zweiten Weltkrieges wurden alle Produktionsgebäude der HASAG in Taucha gesprengt oder demontiert, die Barackenlager der Zwangsarbeiter abgetragen und die Standorte überbaut. Bei dem vorgestellten Sozialgebäude bzw. Gefolgschaftshaus handelt es sich nachweislich um das einzige noch erhaltene Gebäude, das im Zusammenhang mit der Rüstungsproduktion während des Zweiten Weltkrieges in Taucha errichtet wurde. Es ist ein bauliches Zeugnis für die Täterseite, erinnert aber zugleich im Zusammenhang mit der ehemaligen Werksanlage der HASAG an der Graßdorfer Straße an das System der Zwangsarbeit als wesentliche Bedingung für die Rüstungsindustrie im Zweiten Weltkrieg. Aus diesem Grund ist die Bedeutung des Objekts für die Geschichte jener Zeit außerordentlich hoch.
2. ↑  Stadtpark Taucha:

  - Geschichte: Mit dem Ankauf des Areals um den Weinberg südöstlich der Stadt Taucha wurde um 1860 eine Aufforstung mit Kiefern eingeleitet. Nach dem Beschluss des Bürgermeisters Schönfeld, der Stadträte und Stadtverordneten zur Schaffung eines Parks (1895) begann man zu diesem Zweck im Frühjahr 1896 mit ersten Anpflanzungen. Vorangegangen war dem eine Beratung durch den königlichen Oberforstmeister Nitzsche. Die Arbeiten wurden durch den Revierförster Kutschke aus Cradefeld überwacht, es kamen vorrangig forstlich gebräuchliche Baumarten zur Verwendung. Noch im gleichen Jahr ließ man von dem Leipziger Gartendirektor Otto Wittenberg ein Wegekonzept erarbeiten, welches ab 1897 ausgeführt wurde (seit dieser Zeit wurden auch Ziergehölze angepflanzt). Die Einweihung der Anlage verband man mit den Feierlichkeiten zum 70. Geburtstag bzw. zum 25-jährigen Thronjubiläum des Königs Albert von Sachsen (1898, König-Albert-Park). Bis um 1909 folgten weitere gärtnerische Arbeiten, daran anschließend wurden noch Denkmale und andere Ausstattungen ergänzt. Der Stadtpark steht als öffentlicher Erholungsraum funktional und entwicklungsgeschichtlich in Beziehung zu den nahen Anlagen am Großen Schöppenteich (1929) und am Kleinen Schöppenteich (1932).
  - Bodenrelief: die Anlage wird wesentlich von den natürlichen Gegebenheiten bestimmt (Höhenlage des Weinbergs im südlichen Teil, flach auslaufendes Terrain im Norden); für verschiedene Platzanlagen sowie im Zuge des Wegebaues dürften Erdarbeiten/Bodenmodellierungen ausgeführt worden sein
  - Wegesystem und Ausstattung:
    - die Anlage wird durch ein Wegenetz in landschaftlichem Stil erschlossen (wassergebundene Wegedecken; Stufenaufgang zur „Bastion“ als jüngerer Ausbaugrad?); ihm sind einzelne Platzanlagen sowie das „Eichen-Rondell“ und das „Rosen-Rondell“ angeschlossen
    - „Eichen-Rondell“: in der Mitte des Stadtparks kreisrunder Rasenplatz mit Stiel-Eiche (Quercus robur) als Solitär im Zentrum (anlässlich des König-Albert-Doppeljubiläums 1898 angelegt)
    - Jahn-Denkmal (am 12. August 1911 zum 50-jährigen Jubiläum des Turnvereins Taucha eingeweiht, 2011 saniert und teilrekonstruiert) mit zwei Steinbänken
    - Aussichtsturm (1912/13 nach Plänen des Stadtbaumeisters Viehweg erbaut)
    - Gefallenendenkmal („Löwendenkmal“, 1920 vom örtlichen Militärverein gestiftet) mit Steinbank; unweit halbrunde Sitzplatz-Nische mit Natursteineinfassung
    - Rosarium („Rosen-Rondell“, vor 1925 angelegt, um 2010 rekonstruiert, ursprünglich im Zentrum aufgestellte Betsäule nicht erhalten)
    - „Sängerterrasse“ an der Straße Am Schmiedehöfchen (1926)
    - Aussichtsplatz „Sängerkanzel/Bastei“, später (?) mit Natursteinmauerwerk- bzw. Beton-Einfassung versehen, darüber Pergola auf 18 Säulen aus poliertem schwedischen Granit (Geschenk des Bürgers P. Köhler, aus dem Abbruch des gräflich Schwerinschen Schlosses zu Berlin erworben = Palais Schwerin am Molkenmarkt?, 1937/38 entkernt)
    - nicht mehr vorhanden sind das König-Albert-Denkmal und das Bismarck-Denkmal (halbrunde Platznische mit Natursteineinfassung nördlich des Aussichtsturms erhalten)

  - Vegetation:
    - am Südhang überwiegend Kiefern-Robinien-Wald, sonst Eichen-Hainbuchen-Wald
    - einzelne dendrologische Besonderheiten, darunter Tulpenbaum (Liriodendron tulipifera), Silber-Ahorn (Acer saccharinum), Sumpf-Eichen (Quercus palustris) und Rote Rosskastanien (Aesculus x carnea); außerdem Rotbuchen (Fagus sylvatica), Blut-Buchen (Fagus sylvatica f. purpurea), Rosskastanien (Aesculus hippocastanum, u. a. als Baumreihe), Platane (Platanus hybrida), Linden (Tilia cordata/x vulgaris, u. a. als Baumkreis um das Gefallenendenkmal), Spitz-Ahorn (Acer platanoides), Berg-Ahorn (Acer pseudoplatanus), Stiel-Eichen (Quercus robur), Robinien (Robinia pseudoacacia) und Eschen (Fraxinus excelsior)
    - partiell Bodendecke aus Efeu, Strauchpflanzungen (überwiegend erneuert), Hainbuchen-Hecke an der „Sängerterrasse“

  - Sichten: Sichten zu bzw. von den Denkmalen bzw. ihren einstigen Standorten, Sicht vom Jahndenkmal zum Turm, Aussicht von der „Sängerkanzel/Bastei“ in die Partheaue
3. ↑  Bahnhof Taucha:
Der Bahnhof Taucha verweist auf die Verkehrsgeschichte im Umland von Leipzig. Er dokumentiert die Anbindung und Erschließung der Region durch den Eisenbahnverkehr in der zweiten Hälfte des 19. Jahrhunderts und veranschaulicht damit eine charakteristische Erscheinung jener Zeit der Industrialisierung, die in vielen Lebensbereichen von technischen Erneuerungen geprägt war. Unter diesem Aspekt verkörpert das Objekt einen verkehrsgeschichtlichen und technikgeschichtlichen Aussagewert. Der Eisenbahnanschluss wirkte sich auch nachhaltig auf die Ortsentwicklung aus. Im ausgehenden 19. Jahrhundert begann eine merkliche Erweiterung der Stadt über ihrer alten Grenzen hinaus, wovon gerade der westliche Bereich zwischen Bahnhof und Leipziger Straße betroffen war. Hier entstand ein neu erschlossenes Gebiet mit Industrie- und Wohnbebauung. Der Bahnhof markiert den Beginn dieser Veränderungen und ist damit ein wichtiges Zeugnis der Ortsentwicklungsgeschichte. Als typischer und ansprechend gestalteter Eisenbahnbau seiner Entstehungszeit erlangt er zudem baugeschichtliche Bedeutung. Aus den genannten Gründen handelt es sich bei dem Empfangsgebäude und Güterabfertigungsgebäude des Bahnhofs Taucha um Kulturdenkmale, an deren Erhaltung ein öffentliches Interesse besteht.
4. ↑  Zwicksche Siedlung (Sachgesamtheit):
Die Zwicksche Siedlung (Stadt- und Siedlungsgrün) wurde als Wohnsiedlung für die Arbeiter der Mitteldeutschen Motorenwerke (MiMo) um 1936 errichtet. Da diese in der Mehrzahl aus dem Raum Zwickau kamen, wurden die Häuser Zwick‘sche Siedlung genannt.
  - Einfriedung und Ausstattung:
    - Mauern als Abschlüsse der Höfe an der Leipziger Straße (Sockel und Pfeiler aus Natursteinmauerwerk, Mauerflächen sonst verputzt)
    - Wangen der Garageneinfahrten der Wohnblocks mit Naturstein-Polygonal-Mauerwerk (oder vorgetäuscht in Beton?)
    - Gehwege meist in quadratischen Betonplatten, Einfahrten teilweise in naturstein-Kleinpflaster, Rasenkanten Beton (Original mit Kurvenradien)

  - Vegetation:
    - vereinzelt ältere Exemplare von Rotdorn (Crataegus laevigata i.S., im Kreuzungsbereich Friedrich-Engels-/Karl-Marx-Straße, außerdem an der Friedrich-Engels-Straße einzelne Exemplare in Vorgärten, vielleicht ursprünglich komplette Baumreihen?)
    - in den Vorgärten an der Ferdinand-Lassalle-Straße beidseitig der Hauszugänge je eine Säulen-Eiche (Quercus robur ‚Pyramidalis‘)
    - Baumpflanzung an der Querachse des Hofes zwischen Ferdinand-Lassalle- und Friedrich-Engels-Straße
5. ↑  Gut Merkwitz:
  - Geschichte: Das Rittergut Merkwitz war seit 1438 im Besitz der Universität Leipzig („Leipziger Universitätsdörfer“). Mit der sächsischen Agrarreform 1832 erfolgte die Ablösung grundherrlicher Rechte. Später befand sich das Gut (mit Gasthof und Brauerei?) im Besitz von Frau Lina Hinze, von welcher es 1902 Emilia Krause erwarb (Ehefrau/Witwe des Leipziger Unternehmers Karl Krause). Seit dieser Zeit gehörte das Gut zum Grundbesitz der Maschinenbaufabrik Karl Krause in Leipzig-Anger-Crottendorf (Familie Krause-Biagosch).
  - Gebäude:
    - älterer Teil des Herrenhauses (Am Park 1) angeblich auf das 18. Jahrhundert zurückgehend (am Gebäudeanschluss zum Westflügel in Fenster des Treppenhauses ein barockes Ziergitter, möglicherweise in neuem Zusammenhang verwendete ältere Spolie?)
    - Westflügel (Am Park 2) als repräsentativer Neubau des ausgehenden 19. Jahrhunderts, Terrasse an der Westseite und Erker an der Südwestecke auf den Garten orientiert, über dem Eingang in tonnengewölbtem, offenem Vorraum Horaz-Zitat [„Ille terrarum mihi praeter omnes angulus ridet“, „Jeder Winkel lächelt mir vor allen (anderen) auf der Erde zu“ oder „Lacht mir doch kein Winkel der Welt wie dieser“]
    - Gutshof in größeren Teilen modern verändert

  - Einfriedung:
    - Vorgarten an der Nordseite des Herrenhauses mit Gitterzaun zur Straße (Alte Salzstraße) und gusseisernen Säulen (fast identische Ausführung auch am ehemaligen Fabrikantengarten der Familie Krause-Biagosch in Anger-Crottendorf/heute Lilo-Hermann-Park, Zweinaundorfer Straße)
    - Einfahrtstor zum Gutshof von Norden (Alte Salzstraße), Zustand offenbar nach 1945 verändert
    - westliches Tor am jüngeren Flügel des Herrenhauses (verputztes Ziegelmauerwerk über Naturstein-Mauerwerkssockel/gleiche Ausführung wie Sockel des Westflügels des Herrenhauses), Bogen der Durchfahrt abgebrochen, seitliche Rundbogenpforte vermauert

  - Erschließung, Flächenbefestigung:
    - im Gutshof partiell Naturstein-Polygonalpflaster (heterogenes Wildpflaster) erhalten
    - Binnengliederung des Vorgartens im heutigen Zustand nicht erkennbar
    - Fußweg durch den Garten westlich des Gutshofes (Gutspark, eigentlich seiner Größe nach ein Gutsgarten) in wassergebundener Bauweise erneuert (dabei etwas in Richtung und Breite verändert?)

  - Bodenmodellierung, Gewässer:
    - Garten westlich des Gutshofes (Gutspark) ursprünglich im nördlichen Teil von Teich dominiert (heute verfüllt und mit Baracke sowie Spielplatz überbaut), Gewässerlauf (Nebenbach des Hasengrundes/-grabens?, früher durch Aufstau zur Anlage des Teichs genutzt) noch vorhanden
    - westlicher Teil des Gutsparks jetzt als Fußballplatz genutzt (möglicherweise planiert?)
    - ehemaliger Wirtschaftsgarten südlich des Gutshofes heute parzelliert und mit Wohnhäusern bebaut bzw. zu Hausgärten umgenutzt

  - Vegetation:
    - im Vorgarten nur jüngerer Gehölzbestand (darunter ein größerer Spitz-Ahorn/Acer platanoides) bzw. Gehölzaufwuchs
    - zwischen Westflügel des Herrenhauses und ehemaligem Teich eine alte Blut-Buche (Fagus sylvatica f. purpurea) auffallend, in diesem Bereich außerdem Einzelexemplare von Rosskastanie/Aesculus hippocastanum und Schwarz-Kiefer (Pinus nigra)
    - besonders in den westlichen und südlichen Randbereichen des südlichen Teils des Gutsparks weiterer Altbaumbestand, darunter stattliche Stiel-Eichen (Quercus robur)

  - Sichten:
    - trotz Veränderung des nördlichen Parkteils ist die visuell dominierende Wirkung des Westflügels des Herrenhauses mit seiner reichen architektonischen Aufschmückung (Neorenaissancegiebel mit Obelisken und Relief) noch deutlich nachvollziehbar

  - Deutung, Bewertung: Das Gut Merkwitz mit seinem noch heute das Ortsbild mitbestimmendem Herrenhaus ist von orts- und baugeschichtlichem Wert. Die heute zwar von Vernachlässigung bzw. jüngeren Veränderungen beeinträchtigten Gartenbereiche (Vorgarten, Gutspark) bilden mit dem Westflügel des Herrenhauses ein bauzeitliches Ensemble (gartenhistorische Bedeutung, Nebenanlagen).
6. ↑  Gasthof „Zur Windhose“ in Sehlis:

Der ehemalige Gasthof „Zur Windhose“ befindet sich auf einem dreieckigen Grundstück in typischer Lage in der Ortsmitte an der Weggabelung, von der die Straßen nach Taucha und Cunnersdorf führen. Zu ihm gehören das um 1800 errichtete Gasthaus, der sich östlich dran anschließende Saalbau, das rückwärtige Nebengebäude sowie die südliche Einfriedungsmauer aus Lehm. An der Nordwestseite liegt ein kleiner Freisitz unter Schatten spendenden Bäumen und vor dem Gasthaus die Anfahrt für Fuhrwerke und Autos, wovon die historische Pflasterung noch heute zeugt. Seinen Namen erhielt er zur Erinnerung an den Sturm vom 12. Mai 1917, bei dem der Gasthof und die Kirche sehr beschädigt wurden.  Das Erdgeschoss des um 1800 errichteten, zweigeschossigen Gasthauses wurde in Lehmbauweise errichtet. Hier befindet sich östlich des Eingangs die niedrige Gaststube. Das Obergeschoss in Fachwerkbauweise wurde vermutlich später verändert, wovon die Konstruktion des heute aufgemalten Fachwerks und die hohen Fensterformate zeugen. Darüber erhebt sich ein Walmdach mit Schopf, das beidseitig mit Biberschwänzen gedeckt ist. Um größere Veranstaltungen zu ermöglichen, wurde um 1900 östlich an das Gasthaus ein zweigeschossiger Saalbau angegliedert. Die bauliche Zäsur lässt sich deutlich innen und außen im Dachbereich ablesen. Nach Süden schließt sich ein malerischer kleiner Hofraum an, der durch ein schmales zweigeschossiges verputztes Nebengebäude und eine ca. zwei Meter hohe Lehmmauer umschlossenen wird. Wie allgemein im ländlichen Raum sind in den letzten Jahrzehnten nicht nur regionaltypische Lehmbauten, sondern auch die prägnanten Einfriedungsmauern aus Lehm verloren gegangen. Umso bemerkenswerter ist es, dass sich in Sehlis nicht nur die Lehmeinfriedung des Gasthofs, sondern auch die des Kirchhofs erhalten hat. Als einstiger Mittelpunkt des dörflichen Lebens ist der ehemalige Gasthof Sehlis sowohl von baugeschichtlicher, als auch orts- und sozialgeschichtlicher Bedeutung. Die Denkmalwürdigkeit resultiert aus der Originalität seiner Bausubstanz ebenso wie dem hohen Erinnerungswert für seine Dorfbewohner und Ausflugsgäste.